# Idstein

Logo der Stadt Idstein

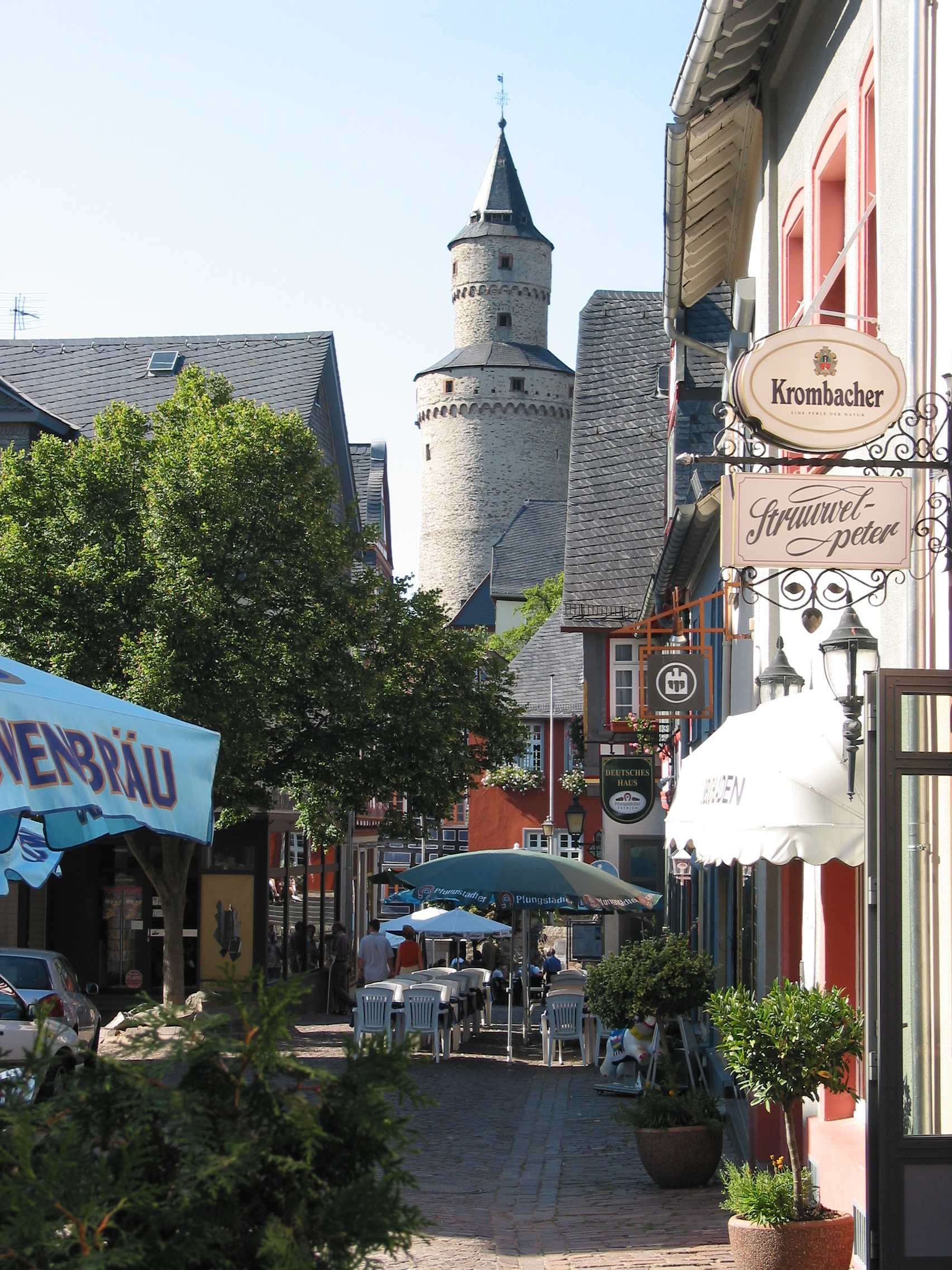
Blick aus der Altstadt auf den Hexenturm

Idstein [ˈɪtʃtaɪn] ist eine Stadt im südhessischen Rheingau-Taunus-Kreis. Sie liegt im Taunus, nördlich der Landeshauptstadt Wiesbaden, und erfüllt nach hessischer Landesplanung die Funktion eines Mittelzentrums.
Idstein trägt seit dem 18. Oktober 2016 die amtliche Zusatzbezeichnung Hochschulstadt, in Bezug auf den hiesigen Hauptsitz der privaten Hochschule Fresenius.

## Geographie

### Geographische Lage
Die Altstadt befindet sich zwischen den beiden Stadtbächen, dem Wolfsbach im Osten und dem Wörsbach im Westen, in einer Höhe von rund 280 Metern über dem Meeresspiegel auf einem Höhenrücken. Den schließt im Norden der Altstadt der Burg- und der Schlossfelsen ab, hinter dem beide Bäche zusammenlaufen. Am Wolfsbach sind noch heute Reste der gleichnamigen Siedlung zu erkennen, die jedoch aufgegeben wurde. Das Hofgut Gassenbach im Süden der Stadt geht auf eine alte Siedlung Gassenbach zurück; es gehört seit wenigen Jahren zur Domäne Mechtildshausen.
Westlich der Stadt liegt jenseits des Wörsbachtals ein weiterer Höhenrücken von der Hohen Kanzel (592 m) über den Roßberg (426 m) und den Rügert (402 m) zum Rosenkippel (379 m), südlich bildet der Galgenberg (348 m) einen weiteren Höhenzug bis zur Dasbacher Haide. Etwas unterhalb der westlichen Höhe laufen die Bundesautobahn 3 sowie die Schnellfahrstrecke Köln–Rhein/Main (im Idsteintunnel) an dem Hang entlang.
Auf der anderen Seite des Rügerts sind die Ortsteile Oberauroff und Niederauroff im Tal des Auroffer Baches.
Nördlich von Idstein geht das Wörsbachtal in den Goldenen Grund über, fruchtbares Ackerland, das sich bis zum Lahntal erstreckt.

### Klima

Niederschlagsdiagramm

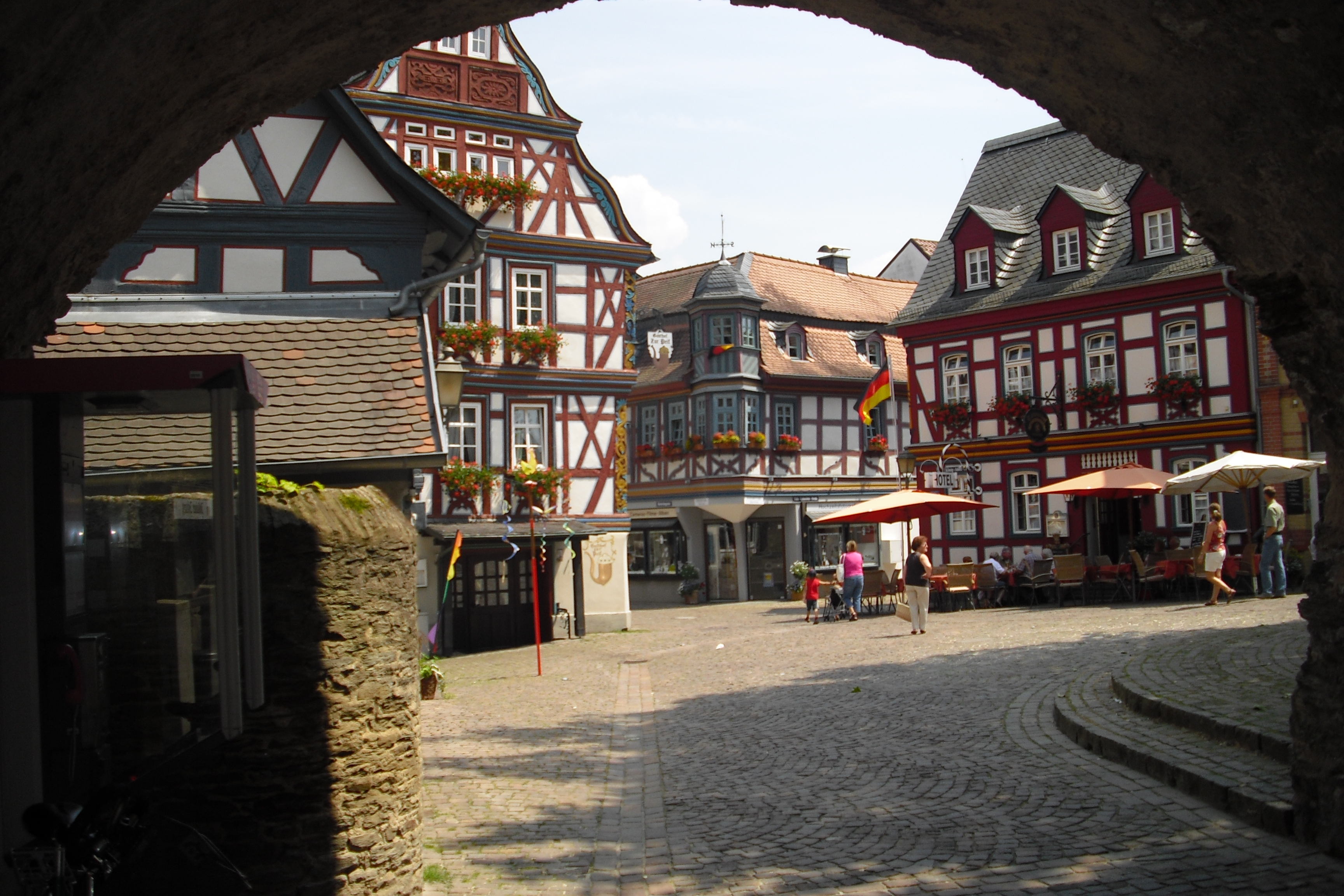
Torblick auf die Innenstadt

Der Jahresniederschlag liegt bei 724 mm und ist damit vergleichsweise normal, da er in das mittlere Zehntel der in Deutschland erfassten Werte fällt. An 45 % der Messstationen des Deutschen Wetterdienstes werden niedrigere Werte registriert. Der trockenste Monat ist der Februar, die meisten Niederschläge fallen im Juni. Im Juni fallen 1,6-mal mehr Niederschläge als im Februar. Die Niederschläge variieren nur minimal und sind extrem gleichmäßig übers Jahr verteilt. An nur 4 % der Messstationen werden niedrigere jahreszeitliche Schwankungen registriert.

### Nachbargemeinden
Idstein grenzt im Norden an die Stadt Bad Camberg (Landkreis Limburg-Weilburg) und die Gemeinde Waldems (Rheingau-Taunus-Kreis), im Osten an die Gemeinde Glashütten (Hochtaunuskreis), im Südosten an die Stadt Eppstein (Main-Taunus-Kreis), im Süden an die Gemeinde Niedernhausen, im Südwesten an die Stadt Taunusstein sowie im Westen an die Gemeinde Hünstetten (alle drei im Rheingau-Taunus-Kreis).

### Stadtgliederung
Die Stadt besteht aus der Kernstadt sowie elf weiteren Stadtteilen:
| Stadtteil      | Einwohner |
| -------------- | --------- |
| Idstein (Kern) | 17.760    |
| Dasbach        | 00.325    |
| Ehrenbach      | 00.296    |
| Eschenhahn     | 00.732    |
| Heftrich       | 01.620    |
| Kröftel        | 00.579    |
| Lenzhahn       | 00.253    |
| Niederauroff   | 00.391    |
| Nieder-Oberrod | 00.540    |
| Oberauroff     | 00.348    |
| Walsdorf       | 01.483    |
| Wörsdorf       | 03.713    |
| Gesamt         | 28.040    |

Bis zum Jahr 1977 gehörte Idstein zum Untertaunuskreis (Kreisstadt Bad Schwalbach), der im Zuge der hessischen Kreisreform mit dem Rheingaukreis zum Rheingau-Taunus-Kreis zusammengelegt wurde. Mit rund 28.000 Einwohnern ist Idstein die zweitgrößte Stadt im Rheingau-Taunus-Kreis.

## Geschichte

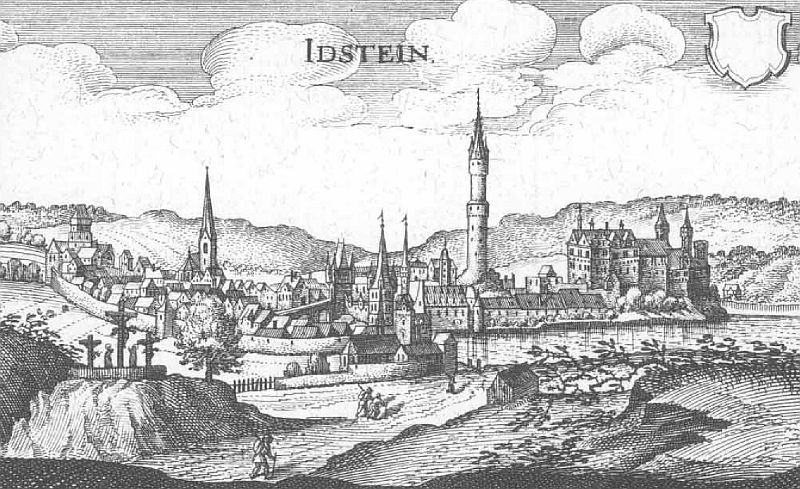
Idstein – Auszug aus der Topographia Hassiae von Matthäus Merian 1655

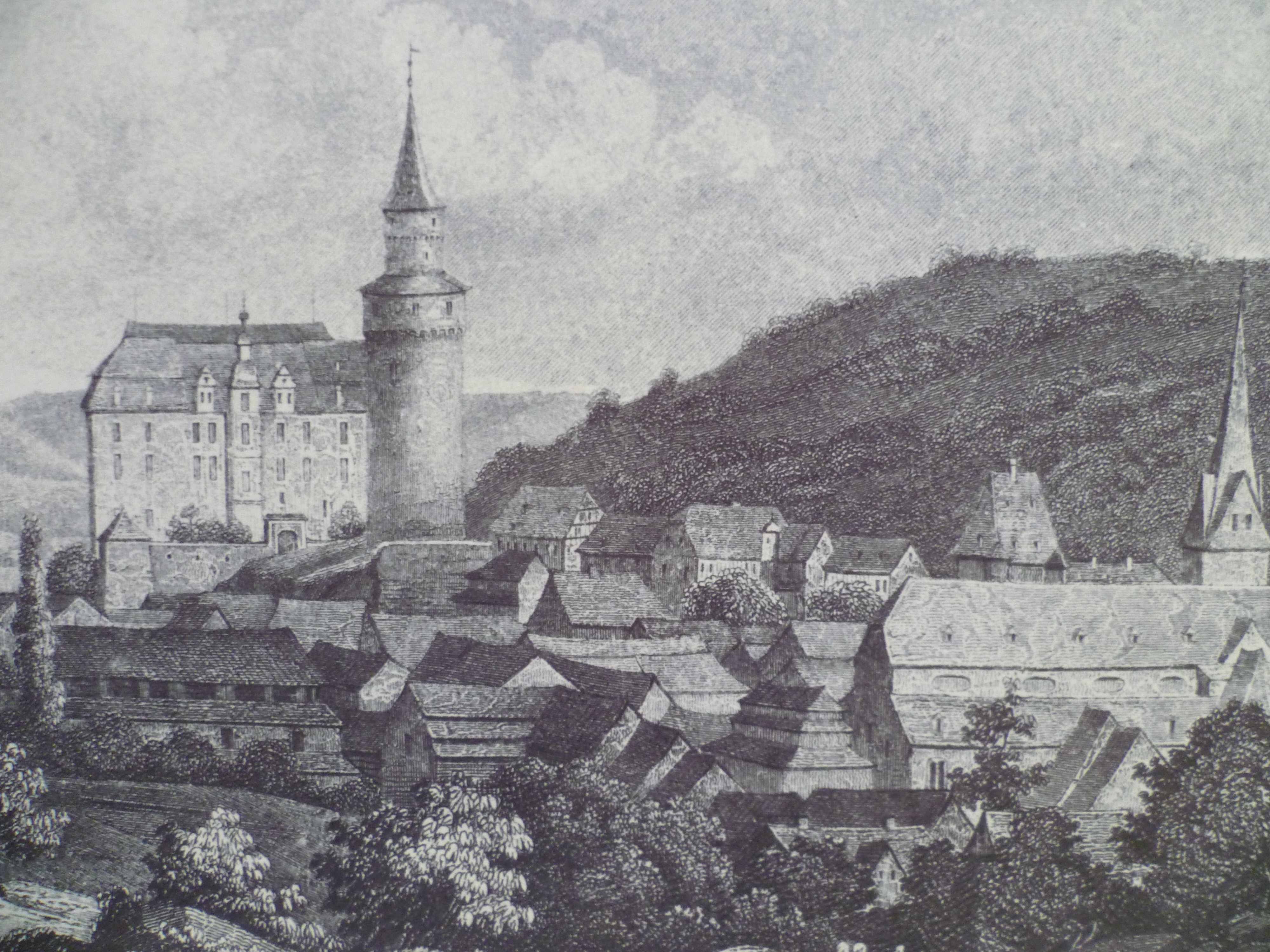
Idstein auf einem Stahlstich von 1835

### Übersicht
Von der frühen Besiedlung des Idsteiner Landes zeugen sowohl die Ringwallanlage Nack als auch der Burgstall der Burg Holdersberg. Beide Anlagen werden durch Experten auf das Frühmittelalter datiert.
Idstein selbst wurde im Jahr 1102 erstmals urkundlich als „Etichenstein“ erwähnt und erhielt im Jahr 1287 von Rudolf von Habsburg die Stadtrechte. Neben dem Hexenturm im Bereich der alten Nassauer Burg besitzt die Stadt einen mittelalterlichen Stadtkern mit vielen Fachwerkbauten. Das älteste erhaltene Wohnhaus stammt von 1410.
Von der urkundlichen Ersterwähnung bis zum Jahr 1721 war Idstein mit Unterbrechungen Residenz der Grafen von Nassau-Idstein und anderer nassauischer Linien. Der Besitz der Nassauer wurde mehrfach unter den Erben aufgeteilt und nach dem Aussterben einzelner Linien wieder zusammengeführt; so gab es von 1480 bis 1509 eine ältere Linie Nassau-Idstein, später wieder mit Nassau-Wiesbaden und Nassau-Weilburg zusammengeführt, und von 1629 bis 1721 eine jüngere Linie Nassau-Idstein.
Im 17. Jahrhundert war Idstein Schauplatz von Hexenprozessen unter dem protestantischen Grafen Johannes von Nassau und Idstein (1603–1677). Zu den 39 Getöteten gehörten die Sonnenberger Pfarrersfrau Elisabeth Hoffmann und Cäcilie Zeitlose Wicht, Frau des Pfarrers Johannes Wicht aus Heftrich. Die Opfer der Hexenverfolgungen in Idstein wurden erst 2014 durch das Stadtparlament einstimmig moralisch-sozialethisch rehabilitiert.
Im Jahr 1721 fiel Idstein an Nassau-Ottweiler, 1728 an Nassau-Usingen. Es verlor so seinen Status als Residenzstadt, wurde aber Sitz des nassauischen Archivs und eines Oberamts (siehe Amt Idstein).
Das aus dem 17. Jahrhundert stammende Residenzschloss wird von der Pestalozzischule als Schulgebäude genutzt, ergänzt durch zwei Neubauten unterhalb des Schlosses.

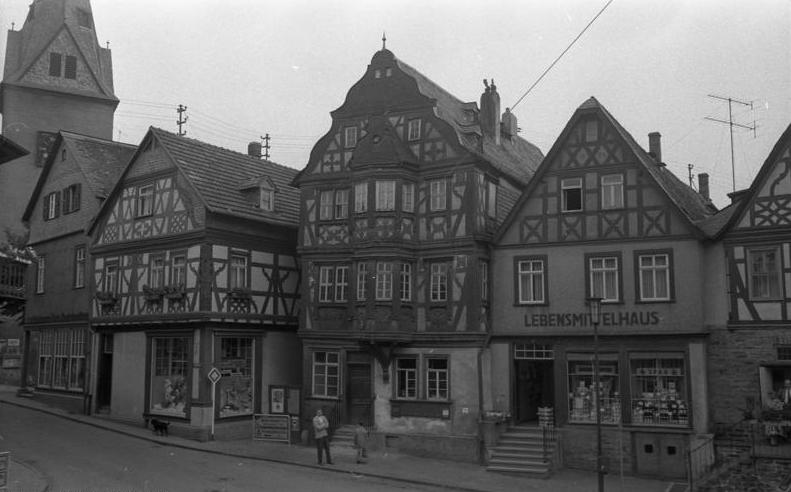
Innenstadt von Idstein 1960

Ab Herbst 1806 war die Stadt Idstein Teil des Herzogtums Nassau, das 1866 von Preußen annektiert wurde. Vom Ende des 18. bis zur Mitte des 20. Jahrhunderts war Idstein Standort einer bedeutenden Lederindustrie. Während des Zweiten Weltkriegs waren in den Lederfabriken viele Zwangsarbeiterinnen eingesetzt. 1959 wurde die dominierende Fabrik inmitten der Innenstadt aus wirtschaftlichen Gründen geschlossen. 1956 hatte ein verheerendes Hochwasser die Fabrik überschwemmt. Das Gelände direkt am Rand der Altstadt blieb lange unbebaut und wurde bis in die 1980er Jahre als Parkplatz genutzt. Heute stehen dort neue Geschäfts- und Apartmenthäuser um den Löherplatz, der zugleich die Funktion eines Marktplatzes übernommen hat. Im Ortsteil Ehrenbach ist eine Lederfabrik übrig geblieben. Im 19. Jahrhundert wurden in Idstein beim Spritzenfabrikant E. Roth Feuerspritzen hergestellt, welche insbesondere im nassauischen Gebiet eingesetzt wurden.
Die Heilerziehungsanstalt Kalmenhof in Idstein war in das nationalsozialistische „Euthanasie“-Programm einbezogen: Bei der Aktion T4 diente der Kalmenhof als Zwischenanstalt für die Tötungsanstalt Hadamar. Nach dem Ende der Vergasungen in Hadamar aufgrund öffentlicher Proteste vor allem aus den Kirchen wurde am Kalmenhof im Zuge der Aktion Brandt selbst gemordet; die Patienten wurden hier durch unter anderem Medikamentenvergiftungen getötet. Die genauen Opferzahlen sind bis heute unbekannt, Schätzungen belaufen sich auf etwa 1000 Tote. Maßgebliche Verantwortung hatte hier die Ärztin Mathilde Muthig (auch als Mathilde Weber bekannt).
Beim Novemberpogrom 1938 wurde die Synagoge in Idstein verwüstet. Das Gedenkbuch des Bundesarchivs für die Opfer der nationalsozialistischen Judenverfolgung in Deutschland (1933–1945) verzeichnet namentlich 20 jüdische Einwohner Idsteins, die deportiert und größtenteils ermordet wurden. Am 14. November 2014 wurden die ersten sieben Stolpersteine zu ihrer Erinnerung in Idstein verlegt.
Auch aus den 1950er und 1960er Jahren sind mittlerweile Berichte über Misshandlungen von schutzbefohlenen Jugendlichen am Kalmenhof bekannt geworden.
Im Juni 2002 fand der 42. Hessentag in Idstein statt. Im Zuge dessen entstand die Idee einer engeren kommunalen Zusammenarbeit der Stadt Idstein mit den Gemeinden Hünstetten, Niedernhausen und Waldems. Unter der Bezeichnung Idsteiner Land werden seitdem Kooperationen in unterschiedlichen Bereichen durchgeführt.
Im November 2015 wurde Idstein der Ehrentitel „Reformationsstadt Europas“ durch die Gemeinschaft Evangelischer Kirchen in Europa verliehen.

### Eingemeindungen
Am 1. Juli 1971 wurden im Zuge der Gebietsreform in Hessen die bis dahin selbstständigen Gemeinden Ehrenbach, Eschenhahn und Niederauroff freiwillig eingegliedert. Am 1. Oktober 1971 kamen Dasbach, Walsdorf und Wörsdorf hinzu. Heftrich, Kröftel und Nieder-Oberrod folgten am 31. Dezember 1971. Die Reihe der Eingemeindungen wurde mit der Eingliederung von Lenzhahn am 1. Juli 1972 und Oberauroff kraft Landesgesetz am 1. Januar 1977 abgeschlossen. Für alle ehemals eigenständigen Gemeinden sowie für die Kernstadt wurden Ortsbezirke mit Ortsbeirat und Ortsvorsteher gebildet.

### Staats- und Verwaltungsgeschichte im Überblick
Die folgende Liste zeigt die Staaten und Verwaltungseinheiten, denen Idstein angehörte:
- vor 1721: Heiliges Römisches Reich, Grafschaft Nassau-Idstein, Amt Idstein
- ab 1721: Heiliges Römisches Reich, Grafschaft Nassau-Ottweiler, Amt Idstein
- ab 1728: Heiliges Römisches Reich, Fürstentum Nassau-Usingen, Amt Idstein
- 1787: Heiliges Römisches Reich, Fürstentum Nassau-Usingen, Oberamt oder Herrschaft Idstein
- ab 1806: Herzogtum Nassau, Amt Idstein
- 1812: Herzogtum Nassau, Regierungsbezirk Wiesbaden, Amt Idstein
- ab 1816: Herzogtum Nassau, Amt Idstein
- ab 1849: Herzogtum Nassau, Regierungsbezirk Wiesbaden, Kreisamt Langen-Schwalbach[Anm. 1]
- ab 1854: Herzogtum Nassau, Regierungsbezirk Wiesbaden, Justiz- und Verwaltungsamt Idstein
- ab 1867/68: Königreich Preußen, Provinz Hessen-Nassau, Regierungsbezirk Wiesbaden, Untertaunuskreis[Anm. 2]
- ab 1871: Deutsches Reich, Königreich Preußen, Provinz Hessen-Nassau, Regierungsbezirk Wiesbaden, Untertaunuskreis
- ab 1918: Deutsches Reich, Freistaat Preußen, Provinz Hessen-Nassau, Regierungsbezirk Wiesbaden, Untertaunuskreis
- ab 1944: Deutsches Reich, Freistaat Preußen, Provinz Nassau, Untertaunuskreis
- ab 1945: Amerikanische Besatzungszone, Groß-Hessen, Regierungsbezirk Wiesbaden, Untertaunuskreis
- ab 1946: Amerikanische Besatzungszone, Hessen, Regierungsbezirk Wiesbaden, Untertaunuskreis
- ab 1949: Bundesrepublik Deutschland, Hessen, Regierungsbezirk Wiesbaden, Untertaunuskreis
- ab 1968: Bundesrepublik Deutschland, Hessen, Regierungsbezirk Darmstadt, Untertaunuskreis
- ab 1977: Bundesrepublik Deutschland, Hessen, Regierungsbezirk Darmstadt, Rheingau-Taunus-Kreis

## Bevölkerung

### Einwohnerstruktur 2011
Nach den Erhebungen des Zensus 2011 lebten am Stichtag, dem 9. Mai 2011, in Idstein 23.271 Einwohner. Darunter waren 2503 (10,8 %) Ausländer, von denen 957 aus dem EU-Ausland, 1037 aus anderen europäischen Ländern und 509 aus anderen Staaten kamen.
Von den deutschen Einwohnern hatten 12,2 % einen Migrationshintergrund. (Bis zum Jahr 2020 erhöhte sich die Ausländerquote auf 13,5 %.) Nach dem Lebensalter waren 4200 Einwohner unter 18 Jahren, 9882 zwischen 18 und 49, 4881 zwischen 50 und 64 und 4305 Einwohner waren älter. Die Einwohner lebten in 10.580 Haushalten. Davon waren 3486 Singlehaushalte, 3039 Paare ohne Kinder und 2934 Paare mit Kindern, sowie 891 Alleinerziehende und 240 Wohngemeinschaften. In 2016 Haushalten lebten ausschließlich Senioren und in 7551 Haushaltungen lebten keine Senioren.

### Einwohnerentwicklung
| Quelle: Historisches Ortslexikon | |
| • 1565:                          | 26 Bürger und 17 Eximierte (Freie) |
| • 1566:                          | 78 Haushalte (62 der Untertanen, 16 Freie) |
| • 1629:                          | 410 Einwohner (82 Haushalte) |
| • 1634:                          | 98 Haushalte (60 Bürger, 17 Witwen, 21 Herrendiener, Geistliche und Gefreite), 89 bewohnte, 5 unbewohnte, 11 verfallene Herdstätten                                                             |
| • 1654:                          | 40 Bürger |
| • 1681:                          | 71 schatzbare Häuser |
| • 1684:                          | 69 Bürger (dazu 7 Beisassen, 3 Hofleute, 5 Witwen, 139 Söhne und 119 Töchter) |
| • 1703:                          | 162 Wohnhäuser, davon 52 in der Vorstadt, 74 Bauern |
| • 1787:                          | 210 Wohnhäuser, etwas über 1300 Einwohner (115 Bürger, 20 mit Personalfreiheit, 20 Beisassen, 4 Hirten, 84 Witwen, davon 70 bürgerlich und 14 vom Stande, 28 geistliche und weltliche Bediente) |

| Idstein: Einwohnerzahlen von 1834 bis 2023 | Idstein: Einwohnerzahlen von 1834 bis 2023 | Idstein: Einwohnerzahlen von 1834 bis 2023 | Idstein: Einwohnerzahlen von 1834 bis 2023 | Idstein: Einwohnerzahlen von 1834 bis 2023 |
| --- | ------------------------------------------ | ------------------------------------------ | ------------------------------------------ | ------------------------------------------ |
| Jahr |                                            |                                            |                                            | Einwohner                                  |
| 1834 | 1834                                       |                                            | 1.949                                      | 1.949                                      |
| 1840 | 1840                                       |                                            | 1.946                                      | 1.946                                      |
| 1846 | 1846                                       |                                            | 2.122                                      | 2.122                                      |
| 1852 | 1852                                       |                                            | 1.955                                      | 1.955                                      |
| 1858 | 1858                                       |                                            | 1.957                                      | 1.957                                      |
| 1864 | 1864                                       |                                            | 2.127                                      | 2.127                                      |
| 1871 | 1871                                       |                                            | 2.106                                      | 2.106                                      |
| 1875 | 1875                                       |                                            | 2.500                                      | 2.500                                      |
| 1885 | 1885                                       |                                            | 2.357                                      | 2.357                                      |
| 1895 | 1895                                       |                                            | 2.790                                      | 2.790                                      |
| 1905 | 1905                                       |                                            | 3.395                                      | 3.395                                      |
| 1910 | 1910                                       |                                            | 3.529                                      | 3.529                                      |
| 1925 | 1925                                       |                                            | 3.457                                      | 3.457                                      |
| 1939 | 1939                                       |                                            | 4.446                                      | 4.446                                      |
| 1946 | 1946                                       |                                            | 5.771                                      | 5.771                                      |
| 1950 | 1950                                       |                                            | 6.773                                      | 6.773                                      |
| 1956 | 1956                                       |                                            | 7.454                                      | 7.454                                      |
| 1961 | 1961                                       |                                            | 8.043                                      | 8.043                                      |
| 1967 | 1967                                       |                                            | 8.915                                      | 8.915                                      |
| 1970 | 1970                                       |                                            | 9.213                                      | 9.213                                      |
| 1973 | 1973                                       |                                            | 17.030                                     | 17.030                                     |
| 1975 | 1975                                       |                                            | 17.322                                     | 17.322                                     |
| 1980 | 1980                                       |                                            | 18.473                                     | 18.473                                     |
| 1985 | 1985                                       |                                            | 20.038                                     | 20.038                                     |
| 1990 | 1990                                       |                                            | 20.241                                     | 20.241                                     |
| 1995 | 1995                                       |                                            | 22.176                                     | 22.176                                     |
| 2000 | 2000                                       |                                            | 22.611                                     | 22.611                                     |
| 2005 | 2005                                       |                                            | 22.842                                     | 22.842                                     |
| 2010 | 2010                                       |                                            | 23.252                                     | 23.252                                     |
| 2011 | 2011                                       |                                            | 23.271                                     | 23.271                                     |
| 2015 | 2015                                       |                                            | 24.108                                     | 24.108                                     |
| 2020 | 2020                                       |                                            | 25.341                                     | 25.341                                     |
| 2023 | 2023                                       |                                            | 25.709                                     | 25.709                                     |
| Datenquelle: Historisches Gemeindeverzeichnis für Hessen: Die Bevölkerung der Gemeinden 1834 bis 1967. Wiesbaden: Hessisches Statistisches Landesamt, 1968. Weitere Quellen: ; statistik.hessen.de; Zensus 2011 Nach 1970 einschließlich der im Zuge der Gebietsreform in Hessen eingegliederten Orte. |                                            |                                            |                                            |                                            |

### Religionszugehörigkeit
| • 1885: | 2028 evangelische (= 86,04 %), 249 katholische (= 10,56 %), 7 anderes christliche-konfessionelle (= 0,30 %), 73 jüdische (= 3,10 %) Einwohner       |
| • 1961: | 4862 evangelische (= 60,45 %), 2854 katholische (= 35,48 %) Einwohner                                                                               |
| • 1987: | 9631 evangelische (= 50,7 %), 5812 katholische (= 30,6 %), 3560 sonstige (= 18,7 %) Einwohner                                                       |
| • 2011: | 8730 evangelische (= 37,8 %), 5920 katholische (= 25,6 %), 300 orthodoxe (= 1,3 %), 870 andersgläubig (= 3,8 %), 7150 sonstige (= 31,0 %) Einwohner |

## Politik

### Stadtverordnetenversammlung
Die Stadtverordnetenversammlung ist das oberste Organ der Stadt. Ihre politische Zusammensetzung wird alle fünf Jahre in der Kommunalwahl durch die Wahlbevölkerung der Stadt bestimmt. Wählen darf, wer das 18. Lebensjahr vollendet hat und deutscher Staatsbürger im Sinne des Grundgesetzes oder Staatsangehöriger eines der übrigen Mitgliedstaaten der Europäischen Union ist. Für alle gilt, dass sie seit mindestens drei Monaten in der Stadt gemeldet sein müssen.
Die Kommunalwahl am 14. März 2021 lieferte folgendes Ergebnis, in Vergleich zu früheren Kommunalwahlen:
| Wahlvorschläge | Wahlvorschläge  | CDU    | SPD    | FWG    | ULI   | Grüne  | FDP   | AfD   | Sitzverteilung                                                                        |
| -------------- | --------------- | ------ | ------ | ------ | ----- | ------ | ----- | ----- | ------------------------------------------------------------------------------------- |
| 2021           | Stimmenanteil a | 29,0 % | 20,1 % | 9,7 %  | 7,9 % | 24,2 % | 9,1 % | 2,3 % | Insgesamt 45 Sitze - SPD: 9 - Grüne: 11 - FWG: 4 - FDP: 3 - ULI: 4 - CDU: 13 - AfD: 1 |
| 2021           | Sitze (von 45)  | 13     | 9      | 4      | 4     | 11     | 3     | 1     | Insgesamt 45 Sitze - SPD: 9 - Grüne: 11 - FWG: 4 - FDP: 3 - ULI: 4 - CDU: 13 - AfD: 1 |
| 2016           | Stimmenanteil a | 34,3 % | 25,6 % | 16,4 % | –     | 14,7 % | 9,1 % | –     | Insgesamt 37 Sitze - SPD: 10 - Grüne: 5 - FWG: 6 - FDP: 3 - CDU: 13                   |
| 2016           | Sitze (von 37)  | 13     | 10     | 6      | –     | 5      | 3     | –     | Insgesamt 37 Sitze - SPD: 10 - Grüne: 5 - FWG: 6 - FDP: 3 - CDU: 13                   |
| 2011           | Stimmenanteil a | 35,5 % | 29,6 % | 12,3 % | –     | 18,7 % | 3,9 % | –     | Insgesamt 37 Sitze - SPD: 11 - Grüne: 7 - FWG: 5 - FDP: 1 - CDU: 13                   |
| 2011           | Sitze (von 37)  | 13     | 11     | 5      | –     | 7      | 1     | –     | Insgesamt 37 Sitze - SPD: 11 - Grüne: 7 - FWG: 5 - FDP: 1 - CDU: 13                   |
| 2006           | Stimmenanteil a | 41,3 % | 29,2 % | 15,1 % | –     | 9,1 %  | 5,3 % | –     | Insgesamt 37 Sitze - SPD: 11 - Grüne: 3 - FWG: 6 - FDP: 2 - CDU: 15                   |
| 2006           | Sitze (von 37)  | 15     | 11     | 6      | –     | 3      | 2     | –     | Insgesamt 37 Sitze - SPD: 11 - Grüne: 3 - FWG: 6 - FDP: 2 - CDU: 15                   |
| 2001 i         | Stimmenanteil a | 39,7 % | 31,4 % | 15,0 % | –     | 8,8 %  | 5,1 % | –     | Insgesamt 37 Sitze - SPD: 12 - Grüne: 3 - FWG: 5 - FDP: 2 - CDU: 15                   |
| 2001 i         | Sitze (von 37)  | 15     | 12     | 5      | –     | 3      | 2     | –     | Insgesamt 37 Sitze - SPD: 12 - Grüne: 3 - FWG: 5 - FDP: 2 - CDU: 15                   |
| 1997           | Stimmenanteil a | 34,8 % | 27,2 % | 23,5 % | –     | 9,8 %  | 4,7 % | –     | Insgesamt 37 Sitze - SPD: 13 - Grüne: 4 - FWG: 9 - CDU: 11                            |
| 1997           | Sitze (von 37)  | 11     | 13     | 9      | –     | 4      | –     | –     | Insgesamt 37 Sitze - SPD: 13 - Grüne: 4 - FWG: 9 - CDU: 11                            |
| Wahlvorschläge | Wahlvorschläge  | CDU    | SPD    | FWG    | ULI   | Grüne  | FDP   | AfD   | Sitzverteilung                                                                        |

Es waren 37 Stadtverordnete sowie die Ortsbeiräte der Stadt für die Legislaturperiode vom 1. April 2016 bis 31. März 2021 zu wählen. Von 18.781 Wahlberechtigten gingen 9.850 zur Wahl. Somit stieg die Wahlbeteiligung von 49,7 % im Jahr 2011 auf 52,4 % im Jahr 2016.

### Bürgermeister
Nach der hessischen Kommunalverfassung wird der Bürgermeister für eine sechsjährige Amtszeit gewählt, seit dem Jahr 1993 in einer Direktwahl, und ist Vorsitzender des Magistrats, dem in der Stadt Idstein neben dem Bürgermeister ehrenamtlich ein Erster Stadtrat und elf weitere Stadträte angehören. Bürgermeister ist seit dem 14. Januar 2014 Christian Herfurth (CDU). Er wurde als Nachfolger von Gerhard Krum (SPD), der nach zwei Amtszeiten nicht wieder kandidiert hatte, am 22. September 2013 im ersten Wahlgang bei 73,71 Prozent Wahlbeteiligung mit 56,11 Prozent der Stimmen gewählt. Es folgte eine Wiederwahl im Mai 2019.
Amtszeiten der Bürgermeister
- 2014–2026 Christian Herfurth (CDU)[32]
- 2002–2014 Gerhard Krum (SPD)
- 1978–2002 Hermann Müller (CDU)
- 1973–1978 Hans-Peter Röther
- 1948–1973 Willy Schreier (CDU)
- 0000–1948 Wilhelm Dahlhoff

### Wappen und Flagge

Hissflagge
Bannerflagge

| Wappen der Stadt Idstein | Blasonierung: „Das Stadtwappen zeigt auf blauem Schild einen Mauerring mit einer zinnengekrönten Mauer, in dessen Innern sich zwei getrennte Türme befinden. In der Mauer selbst sind zwei Tore mit geöffneten Fallgattern und zwischen diesen befindet sich ein gegen die Mauer gelehnter Schild mit dem Wappen der Grafen von Nassau. Die Farben sind: Mauerring und Türme: gold, Turmdächer: rot, Fallgatter: schwarz, Grafenschild auf blauem Untergrund, Löwe und Backsteine: gold.“ |
| Wappen der Stadt Idstein | Wappenbegründung: Das Wappen der Stadt zeigt eine runde Burg mit zwei Türmen und zwei Toren, zwischen denen der Wappenschild des Hauses Nassau hängt. Letzteres zeigt einen sich aufrichtenden goldenen Löwen vor blauem Grund. |

Die Stadtfarben sind blau-orange. Auf der Flagge Idsteins steht das Stadtwappen vor den Farben Orange und Blau, den Farben des Hauses Oranien-Nassau.

### Städtepartnerschaften
Idstein unterhält Städtepartnerschaften mit:
- Lana, Italien
- Uglitsch, Russland
- Zwijndrecht, Belgien
- Şile, Türkei

Weiterhin gibt es je eine Bürger- und eine Kirchenpartnerschaft (evangelische Kirchengemeinde) mit
- Moshi, Tansania,

die jedoch bislang nicht den Status einer Städtepartnerschaft erreichte.
Im Jahr 1969 wurden erste Kontakte nach Vlijmen (heute Stadtteil von Heusden) geknüpft. 1972 wurde eine offizielle Partnerschaft beurkundet. Im Gegensatz zu den anderen Städtepartnerschaften bildete sich aber kein Partnerschaftsverein und die Zusammenarbeit schlief ein. Die Partnerschaft auf Wunsch der Gemeinde Heusden am 29. September 2012 förmlich beendet.

## Kultur und Sehenswürdigkeiten

### Bauwerke
Große Teile der Idsteiner Altstadt stehen heute unter Denkmalschutz. Viele historische Gebäude haben sich unter anderem dadurch erhalten, dass Idstein im Zweiten Weltkrieg von Angriffen weitestgehend verschont blieb.

#### Unionskirche
Die Unionskirche, ein äußerlich schlichter Bau, entfaltet im Inneren ihre Pracht. Die Baugeschichte der ursprünglich als Stiftskirche geweihten Kirche reicht bis ins 13. Jahrhundert zurück. Mitte des 14. Jahrhunderts entstand ein gotischer Neubau.

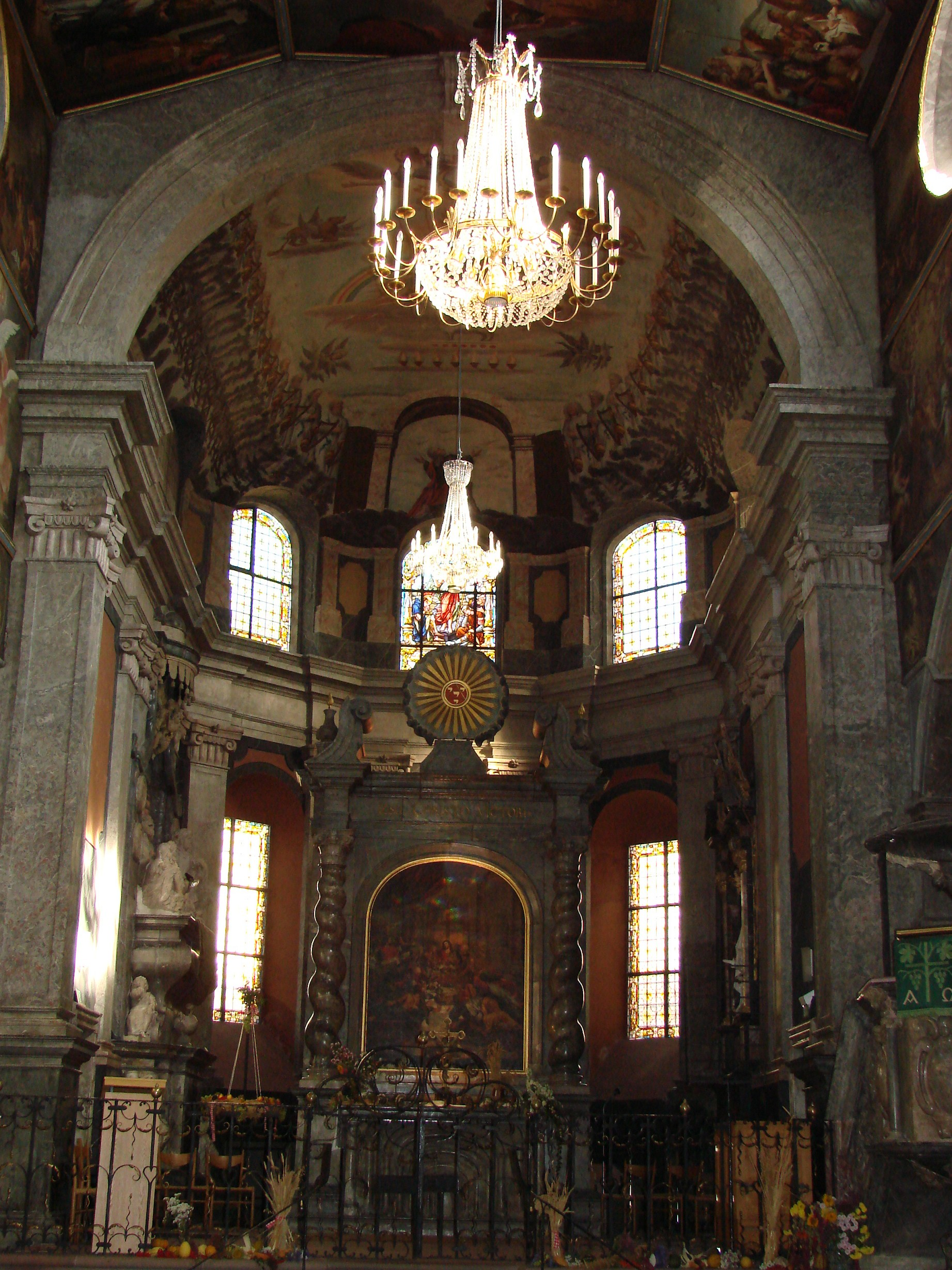
Unionskirche, Chor
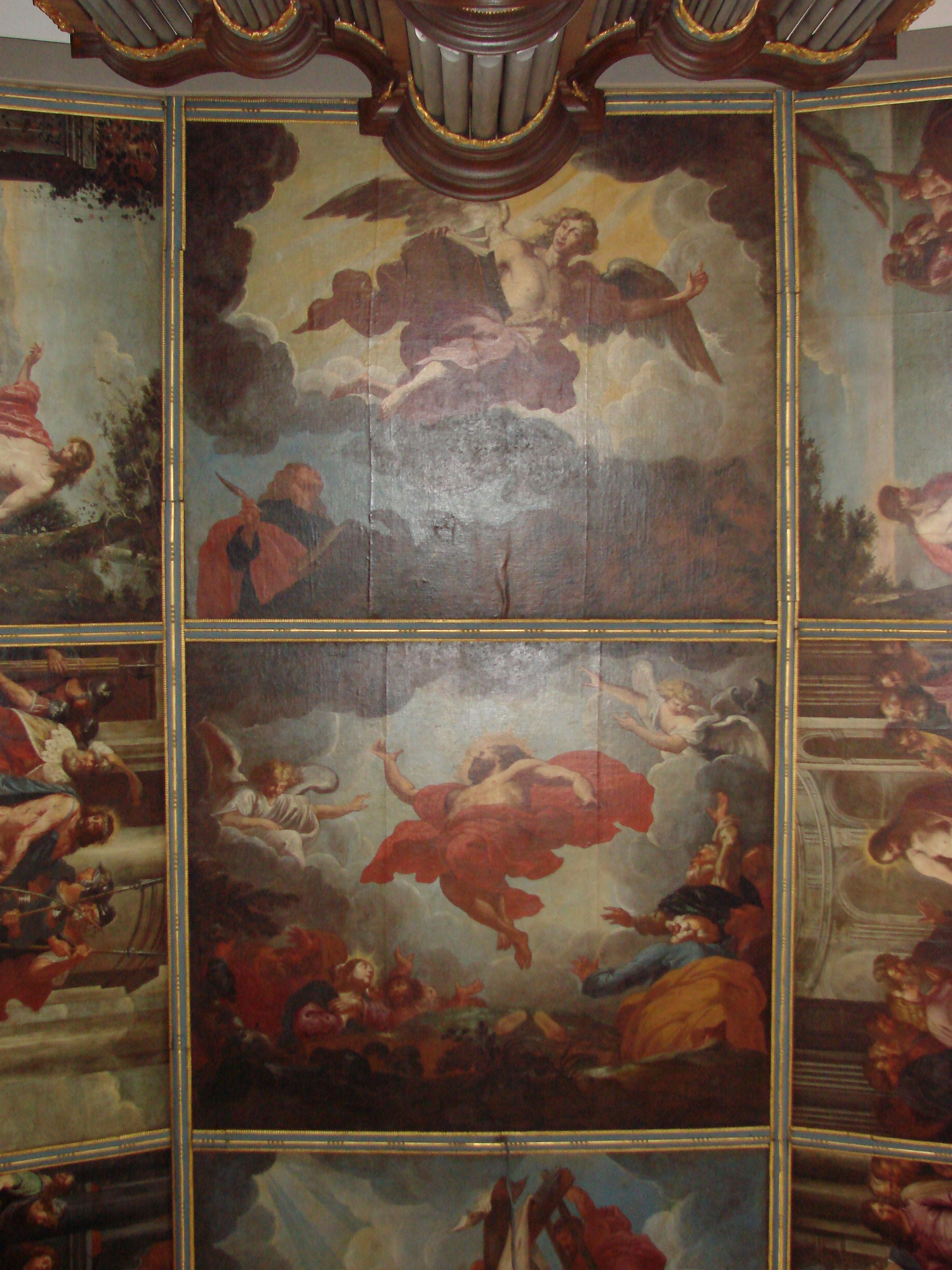
Deckengemälde
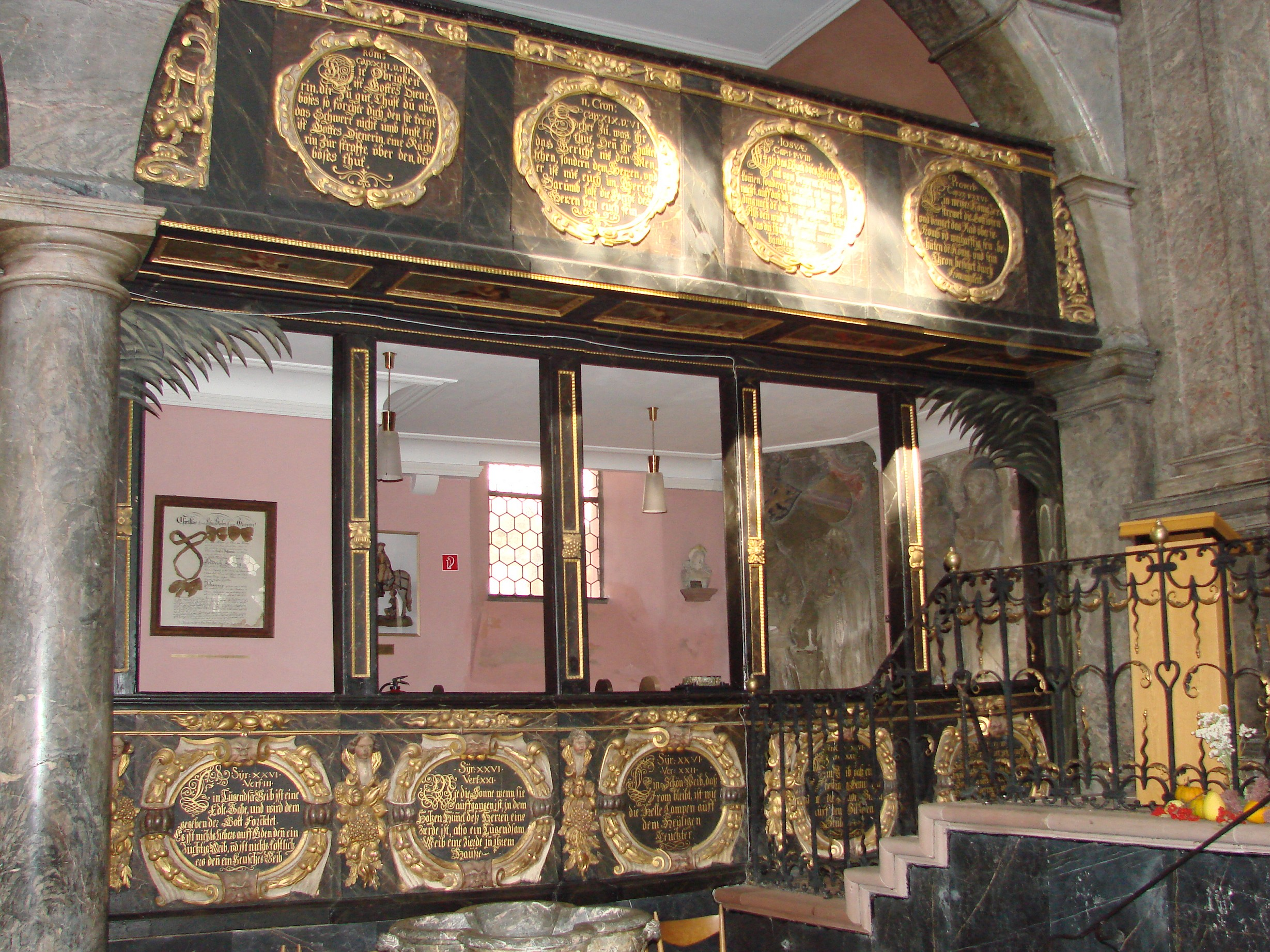
Reiterchörchen

Ungewöhnlich für eine evangelische Kirche – seit dem Jahr 1553 war Idstein lutherisch – wurde die Decke des Hauptschiffes im 17. Jahrhundert mit großformatigen Ölgemälden aus der Rubensschule vollständig verkleidet. 1917 erhielt das bis dahin schlicht „Stadtkirche“ genannte Bauwerk den Namen Unionskirche: Er erinnert an die in Idstein geschlossene Kirchenunion zwischen Reformierten und Lutheranern in Nassau zur Evangelischen Landeskirche im Jahre 1817. In Würdigung dieses Ereignisses wurde Idstein am 18. November 2015 der Titel „Reformationsstadt Europas“ durch die Gemeinschaft Evangelischer Kirchen in Europa verliehen.

#### Katholische Pfarrkirche St. Martin
Durch den Zustrom von Heimatvertriebenen stieg nach dem Zweiten Weltkrieg die Anzahl der Katholiken in Idstein. Deshalb wurde anstelle der neogotischen Magdalenenkirche im Jahr 1965 eine größere Kirche errichtet, die dem heiligen Martin von Tours geweiht wurde. Der Architekt Johannes Krahn entwarf eine Basilika aus Natursteinmauerwerk mit einem umlaufenden Fensterband unter der Decke. Sie erhielt im Jahr 1974 eine Walcker-Orgel, die 2006 durch eine Orgel von Orgelbau Mebold ersetzt wurde.

#### Residenzschloss

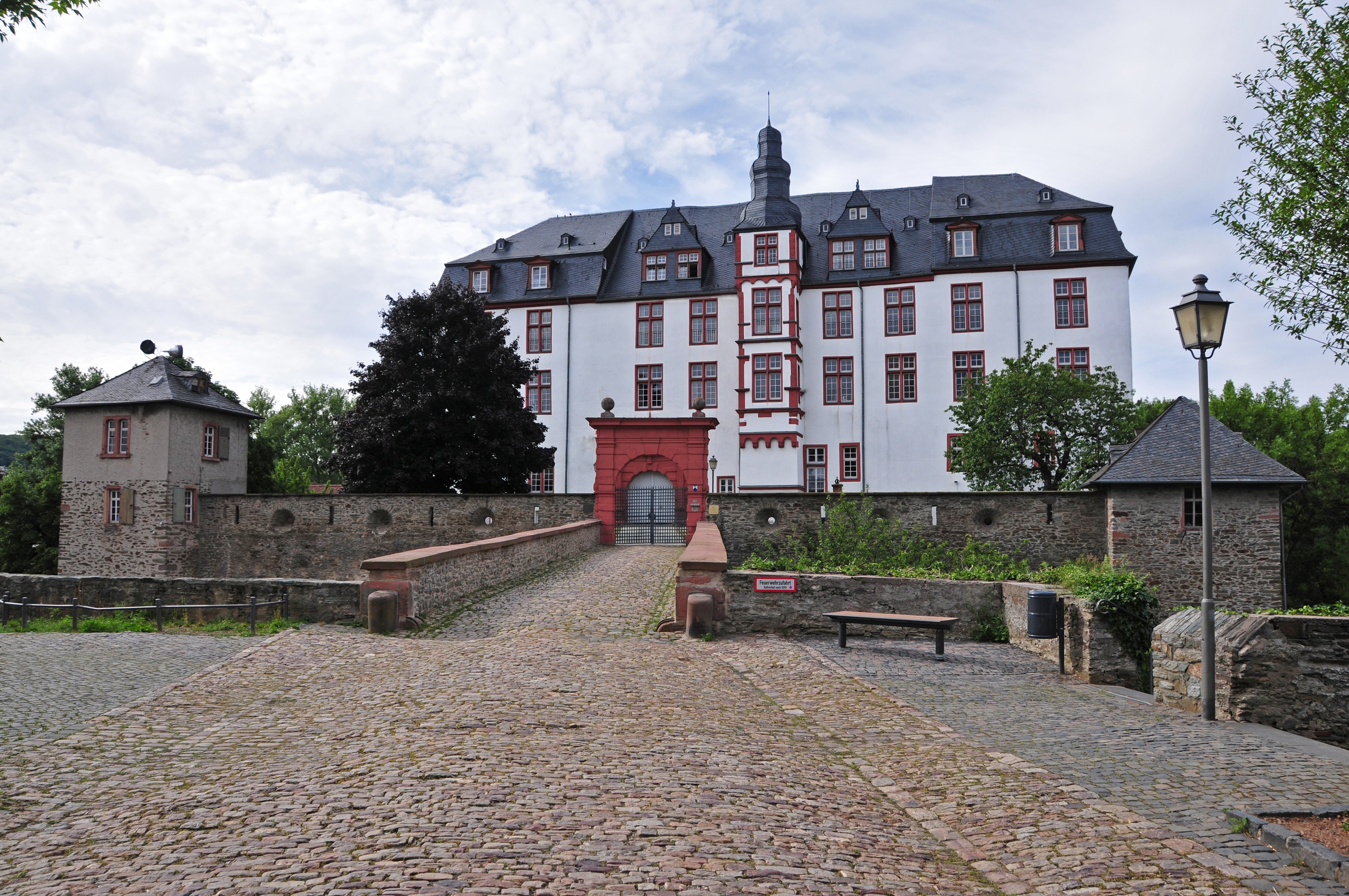
Residenzschloss

Das im Renaissance-Stil 1614–1634 von Jost und Henrich Heer (Höer) für Graf Ludwig († 1627) und dessen Sohn Graf Johann († 1677) unter Einbeziehung alter Bausubstanz erbaute heutige Schloss steht auf einem Felsmassiv zwischen den beiden Stadtbächen, die sich hinter Idstein vereinigen. Vermutlich war der Schlossfelsen bereits im 11. Jahrhundert bebaut.
Ein überbrückter Felsdurchbruch trennt ihn vom alten Burgbereich aus dem 11. Jahrhundert; durch den Durchbruch führt heute eine wichtige innerstädtische Verbindungsstraße.
Während der Regierungszeit des letzten Idsteiner Fürsten Georg August Samuel von Nassau-Idstein (* 1665, † 1721) erhielt das Gebäude seine Innenausstattung unter Leitung von Maximilian von Welsch. Die teilweise verlorenen Stuckdecken fertigte Carlo Maria Pozzi. Am Hauptportal ist ein großes Allianzwappen des Grafen Johann und seiner Gemahlin (um 1635).
Das Schloss (seit 1946 Gymnasium Pestalozzischule) ist im Rahmen von Führungen zu besichtigen.

#### Burg und Hexenturm

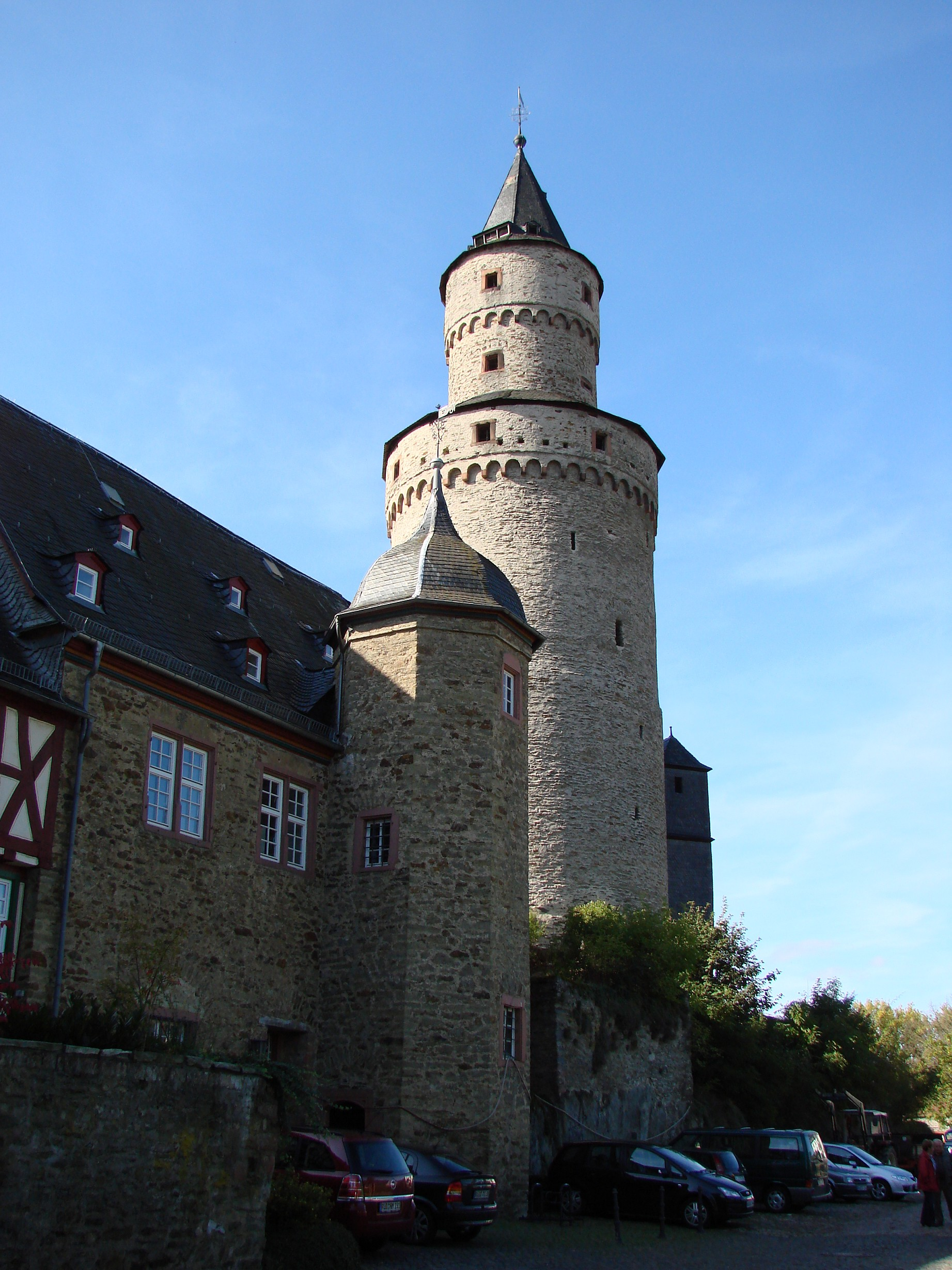
Burggebäude mit Hexenturm

Die Burg im Burgbereich vom Torbogengebäude auf der Stadtseite bis zum Hexenturm bei der Brücke zum Schloss entstand in den Jahren 1497 bis 1588. Mit der Umgestaltung des Schlosses selbst änderte sich auch dieser Bereich im 17. Jahrhundert stark und verlor teilweise seine (nicht mehr zeitgemäßen) Verteidigungsfunktionen.
Der Hexenturm genannte Bergfried (42 Meter hoch, über 3 Meter dicke Mauern bei nur knapp 12 Metern Durchmesser) ist das älteste Bauwerk Idsteins. Dendrochronologie-Bohrungen zeigen, dass der Turm schon um das Jahr 1170 (statt wie lange Zeit angenommen, um 1350) begonnen worden war. Seine Butterfassform erhielt er, in Abschnitten gebaut, um 1500. (Bauforscher sehen in ihm eine seltene Zeitkapsel, weil im 20. Jahrhundert fast nichts verändert wurde, zuletzt erhielt er 1963 nur einen neuen Außenputz und kleine Zementausbesserungen innen.)

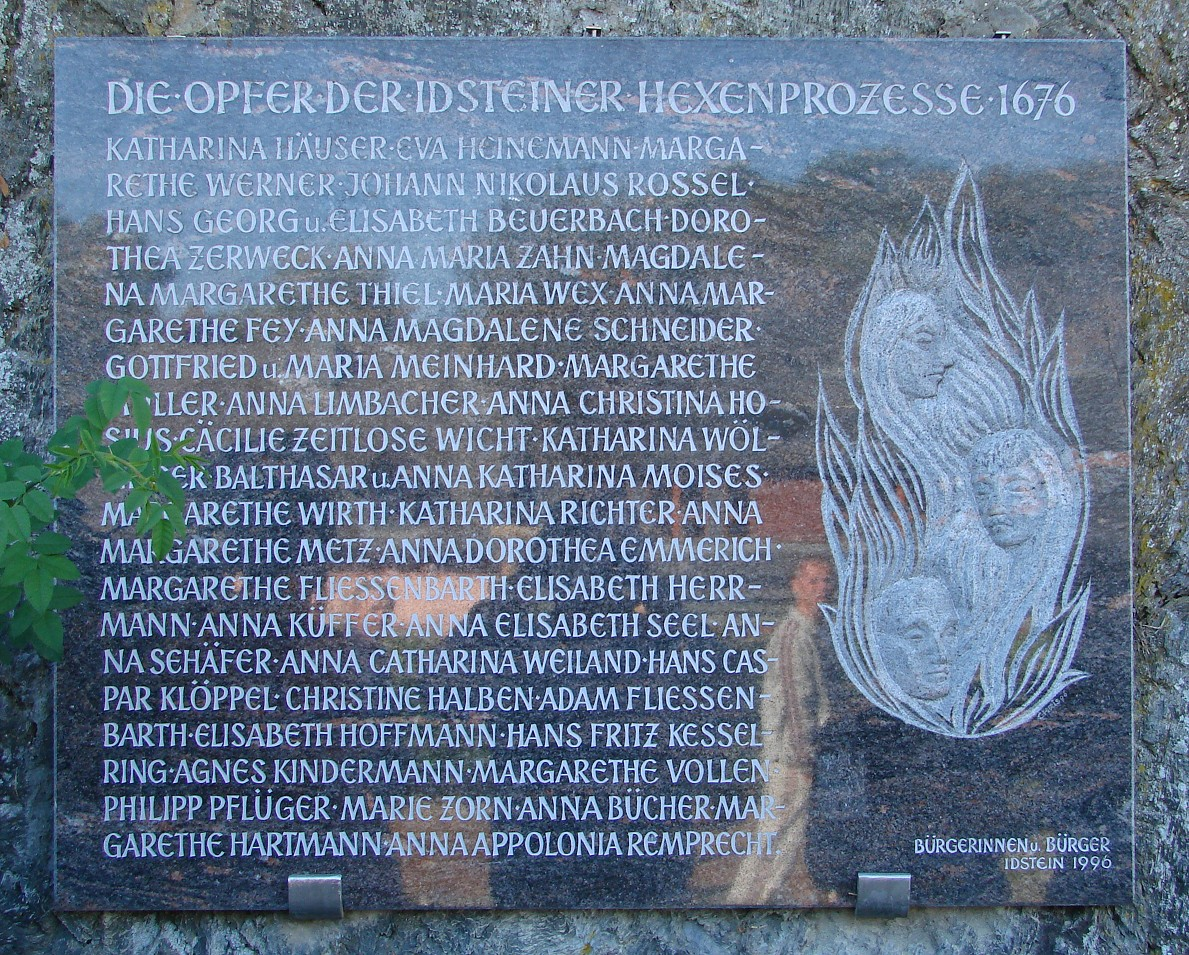
Gedenktafel für die Opfer der Hexenprozesse

Hexen oder Hexer wurden im Hexenturm nicht eingekerkert. Dies geschah in einem kleineren Turm, welcher heute nicht mehr existiert. An einer Felswand zu Füßen des Bergfrieds wurde eine Gedenktafel für die als Hexen ermordeten Personen angebracht. Idstein war bekannt für Hexenprozesse um das Jahr 1676.

#### Höerhof

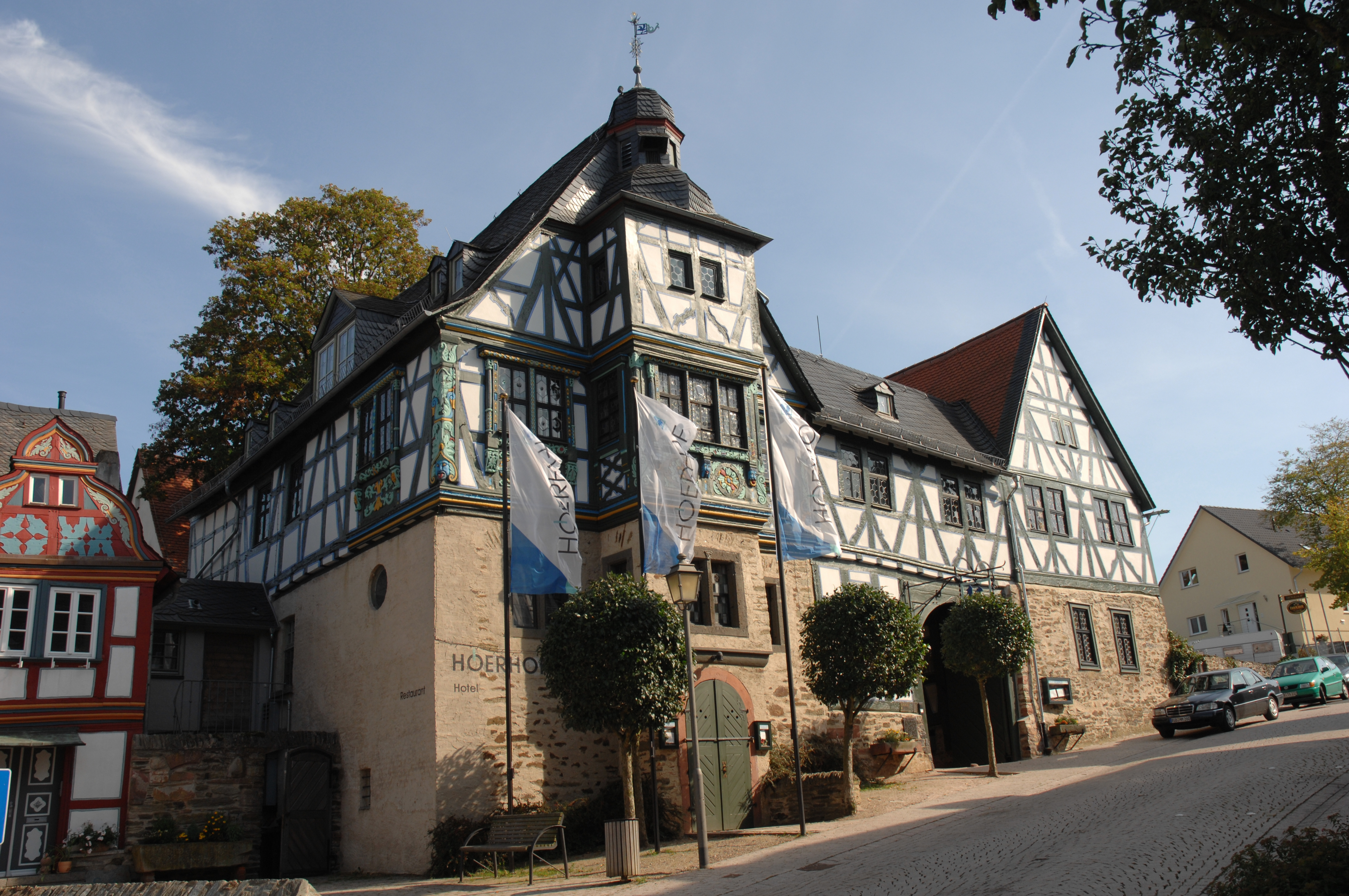
Höerhof

Der Höerhof – im Volksmund auch bekannt als Toepferhaus – wurde in den Jahren 1620 bis 1626 durch den Schlossbaumeister Henrich Heer errichtet. Er diente unter anderem als Jagdschloss und Forstamt. Von 1911 bis 1955 wohnte hier der Maler Ernst Toepfer. Der Höerhof beherbergt heute einen mehrfach ausgezeichneten, stilvollen Hotel- und Restaurantbetrieb mit einem idyllischen Innenhof. Er stellt eines der prächtigsten Fachwerkgebäude in Idstein dar.

#### Baugewerkschule
Die Baugewerkschule wurde 1869 in städtischer Trägerschaft gegründet und später vom preußischen Staat übernommen. Ein neues Schulgebäude entstand 1892–1893 nach einem Entwurf von Emil Hoffmann, dem damaligen Direktor; ein Erweiterungsbau wurde 1910 nach Plänen von August Nabenhauer, einem Dozenten der Anstalt, errichtet. Die Baugewerkschule wurde – nach mehrfachem Wechsel ihrer offiziellen Bezeichnung – 1971 in die Fachhochschule Wiesbaden eingegliedert, die den Standort Idstein 1993 zugunsten von Wiesbaden aufgab. Das Gebäude wird seit 1995 von der Hochschule Fresenius genutzt.

#### Weitere historische Bauwerke

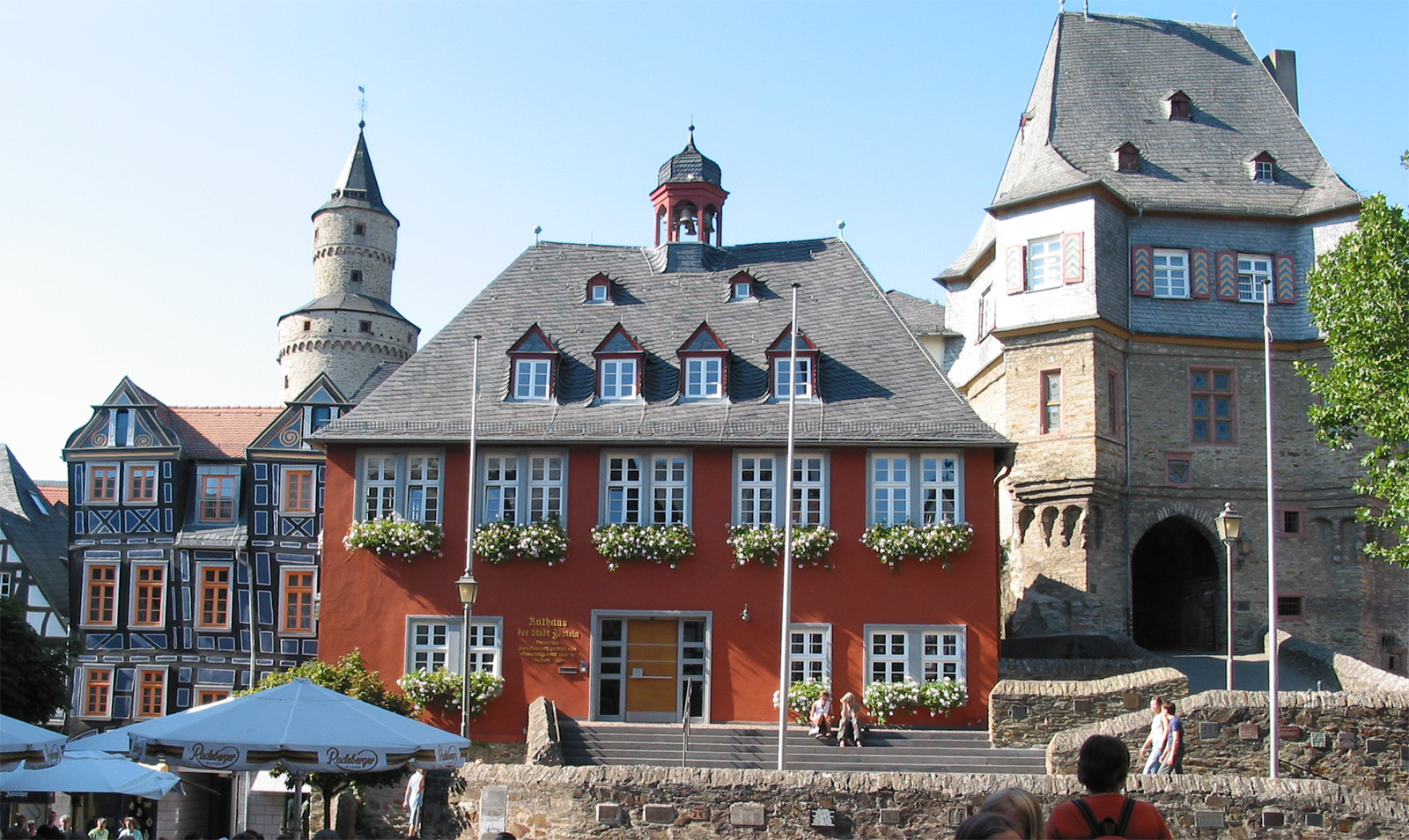
Rathaus mit Torbogengebäude

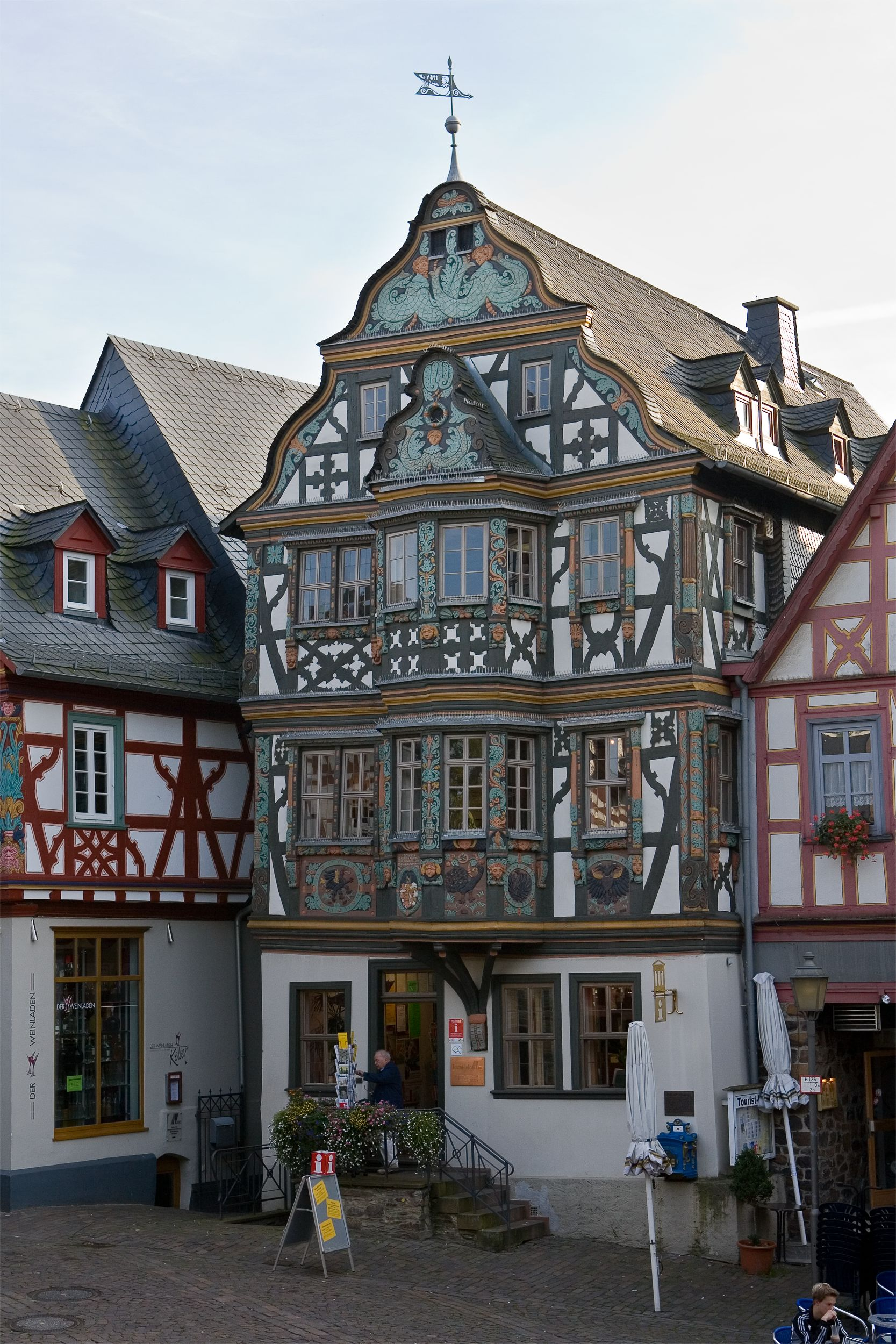
Das Killingerhaus

Der alte Stadtkern ist klein. Eine Vielfalt zum Teil aufwändig bemalter und verzierter Fachwerkbauten zeichnet ihn aus, an denen bereits die rheinischen Einflüsse auf die hessisch-fränkische Fachwerkbauweise deutlich werden. Der Stadtkern erstreckt sich zwischen dem Burgbereich mit dem etwa 50 m hohen Hexenturm und dem Höerhof.
Direkt am Torbogengebäude der nassauischen Burg steht über dem König-Adolf-Platz das Rathaus aus dem Jahr 1698, geradezu eigenartig über dem Durchgang, der die Altstadt von der Burg trennt; erwähnenswert ist außerdem das Glockenspiel. Ein Felssturz zerstörte im Jahr 1928 das dann von 1932 bis 1934 wieder aufgebaute Rathaus.
Der König-Adolf-Platz ist nahtlos von repräsentativen Fachwerkhäusern umgeben, die größtenteils um das Jahr 1600 datiert sind. Neben dem Rathaus steht linker Hand das vor wenigen Jahren renovierte Schiefe Haus, das sich im Jahr 1727 der Major der Landmiliz Nicolay erbauen ließ. Am Ausgang des Platzes zur Unionskirche hin errichtete man 1615 das reich verzierte Killingerhaus, das seit dem Jahr 1987 als Museum und Fremdenverkehrsamt dient. Es ist eines der kunsthistorisch bedeutsamsten Fachwerkhäuser in Deutschland.
Auch den Rest des alten Stadtkerns prägen Fachwerkhäuser und Hofanlagen aus dem 16. und 17. Jahrhundert, die teils aufwändig renoviert wurden. Dies ist insbesondere entlang der Obergasse der Fall, die vom König-Adolf-Platz aus der Stadt herausführt und auf Höhe des Höerhofs auf die alte Stadtmauer stößt. Etwas unterhalb davon steht der Stockheimer Hof, der Ende des 16. Jahrhunderts als Sitz der Herren von Stockheim erbaut wurde. Nach deren Aussterben kam der Besitz 1768 bis 1776 in den der Familie von Calm, daher heißt das zugehörige Gelände heute Kalmenhof. Bis 2005 war der Fachwerkbau in Nutzung des Sozialpädagogischen Zentrums SPZ Kalmenhof.
Als letztes Zeugnis der einstigen Lederindustrie steht am Löherplatz unterhalb der Unionskirche das Gerberhaus, der ehemalige Trockenspeicher am Wörsbach. Der Löherplatz war seit dem Mittelalter Standort der Gerbereien und Lederbereitung, wegen des damit verbundenen Gestanks und Wasserbedarfs außerhalb der Altstadt an einem der Idstein durchfließenden Bäche angelegt. Das Gerberhaus dient nach seiner umfassenden Renovierung heute für Ausstellungen und Kleinkunst-Veranstaltungen.
Östlich des alten Stadtkerns schließt eine barocke Stadterweiterung, ausgehend von dem um das Jahr 1700 entstandenen Marktplatz, an. Die anschließenden Straßen sind entsprechend den Idealen des Städtebaus dieser Zeit von klarem, zueinander rechtwinkligen Verlauf, die sie säumenden Fachwerkhäuser größtenteils konstruktiv und weit weniger geschmückt als im alten Stadtkern. Bausünden und große Veränderungen unterblieben, stattdessen wurde des Öfteren restauriert. Somit hat sich ein durch seine Geschlossenheit beeindruckendes Ensemble erhalten.

### Limes
Das Stadtgebiet wurde vom 86 n. Chr. begonnenen Limes durchzogen. Das Gebiet der heutigen Stadt Idstein lag auf der germanischen Seite. Augenfälliges Zeugnis des Limes ist der Nachbau eines Wachturmes (bekannt als Römerturm) neben der Landstraße in Richtung Niedernhausen in der Nähe von Dasbach auf der Dasbacher Höhe.
Auch der Kirchturm von Dasbach soll sich auf dem Fundament eines römischen Wachturms befinden. Im Gemeindegebiet des westlichen Nachbarn Taunusstein befindet sich in der Nähe von Orlen direkt neben den Überresten des Kastells Zugmantel ebenfalls ein solcher Nachbau.
Beim Stadtteil Heftrich befand sich das Kastell Alteburg, von dem jedoch keine Reste mehr ersichtlich sind.
Am 15. Juli 2005 wurde der Obergermanisch-Raetische Limes von der UNESCO zum Weltkulturerbe erhoben.

### Jüdischer Friedhof
Stadtauswärts liegt der Jüdische Friedhof Idstein von 1874.

### Kriegsgräberstätte

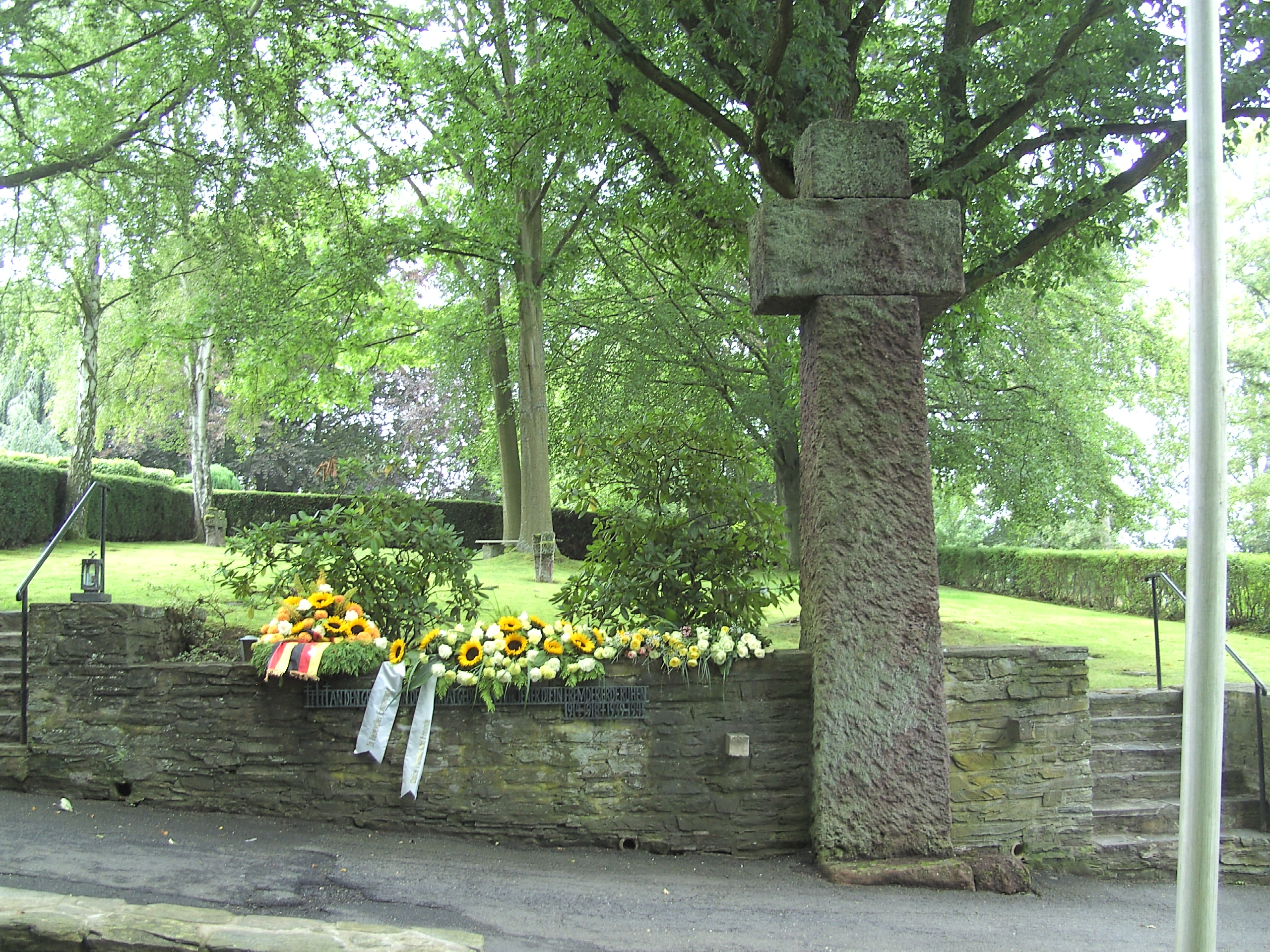
Idsteiner Kriegsgräberstätte

Im Zweiten Weltkrieg befanden sich in Idstein zwei Reserve-Lazarette – eins im Schloss und eins im Kalmenhof. Als es gegen Ende des Krieges nicht mehr möglich war, im Lazarett verstorbene Personen in ihre Heimatorte zu überführen, wurden diese auf dem Idsteiner Friedhof bestattet. Nach Ende des Krieges errichtete der Volksbund Deutsche Kriegsgräberfürsorge in Idstein eine zentrale Gedenkstätte, auf die alle Kriegstoten aus dem Landkreis Untertaunus umgebettet werden sollten.
Insgesamt befinden sich auf der Idsteiner Kriegsgräberstätte 244 Gräber. Von den dort Bestatteten sind 234 Personen namentlich bekannt. 10 Tote sind Zivilisten. Außerdem befinden sich unter den Gräbern sechs mit Gefallenen und russischen Kriegsgefangenen aus dem Ersten Weltkrieg. Die meisten Toten der Kriegsgräberstätte Idstein starben erst nach Ende der Kampfhandlungen. Nachweislich kamen Gefangene aus den Rheinwiesenlagern in die Idsteiner Lazarette.

### Regelmäßige Veranstaltungen

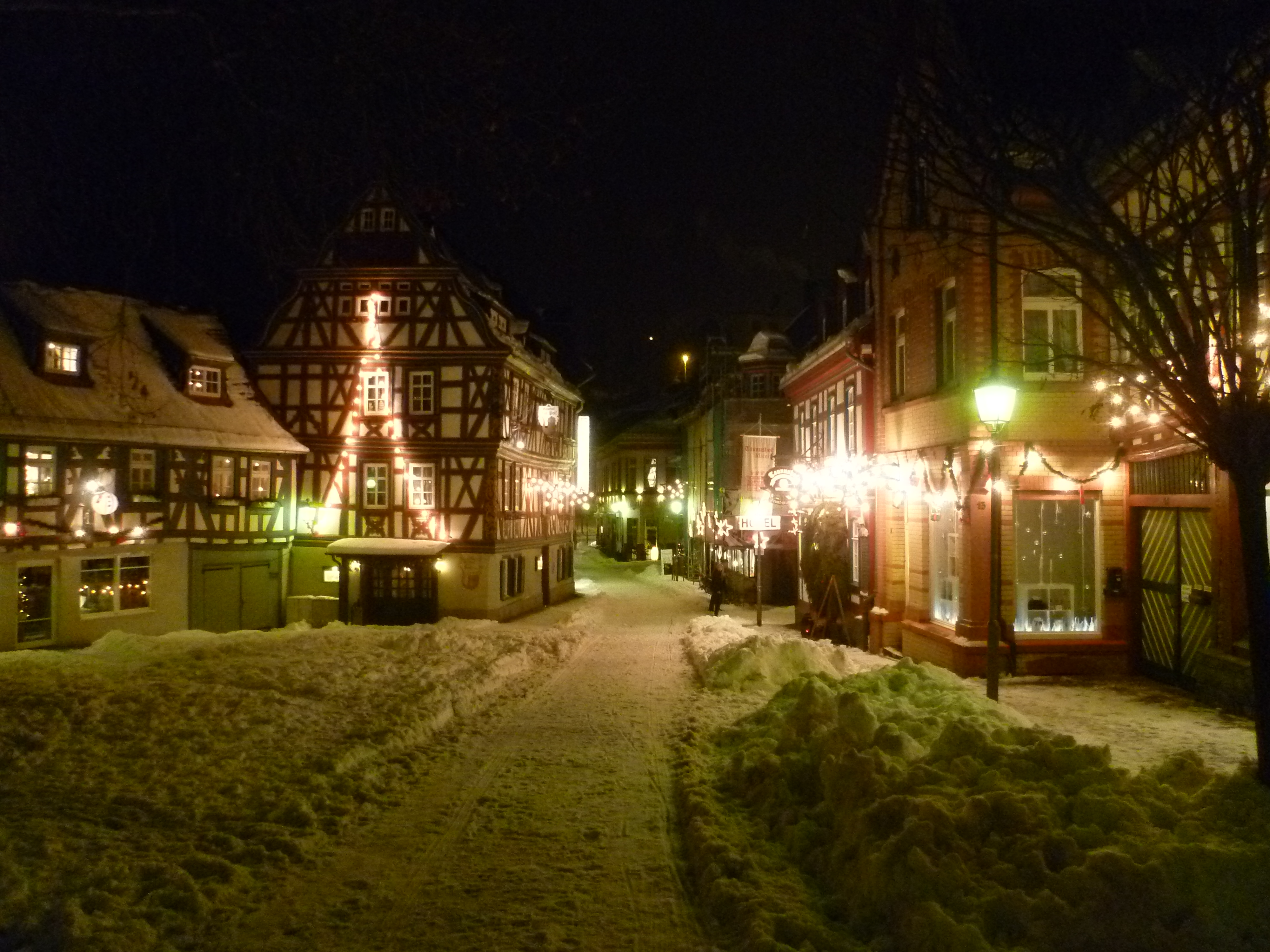
Das weihnachtliche Idstein

Als jährliches Veranstaltungshighlight zieht das Hessen-Jazz Festival bzw. neuerdings Idstein JazzFestival seit 20 Jahren Tausende von Besuchern in die Altstadtgassen. An drei Tagen, jeweils dem ersten Wochenende der hessischen Sommerferien, spielen von Freitagabend bis Sonntag bis zu 75 verschiedene Jazzgruppen auf einem Dutzend Bühnen live und als Freiluftkonzert.
In der Unionskirche finden zweimal jährlich Konzerte der Idsteiner Kantorei unter Leitung von Carsten Koch statt, wie 2009 Carmina Burana und Weihnachtsoratorium. Anfang September erklingt dort ein „Sinfoniekonzert zum Tag des offenen Denkmals“, gespielt von der Nassauischen Kammerphilharmonie unter Carsten Koch, das eine Reihe der Sinfonien von Beethoven auf dem Programm hat. Die Unionskirche ist Ort weiterer Konzerte und diente auch als Spielstätte des Rheingau Musik Festivals mit Konzerten der Vokalensembles Chanticleer, ensemble amarcord und Die Singphoniker.
In der Kirche St. Martin findet ein jährliches Chorkonzert statt, gesungen vom Chor St. Martin und dem Kammerchor Martinis unter Leitung von Franz Fink, wie die Matthäuspassion, 1998 mit Elisabeth Scholl, Andreas Scholl und Max van Egmond, 2009 mit Andreas Pruys und Klaus Mertens. In der Kirche finden weitere Konzerte statt, zum Beispiel Konzerte mit Graham Waterhouse, das Duopramm 2008 von Giora Feidman und Matthias Eisenberg oder ein Konzert von Kalevi Kiviniemi 2010.
Obwohl die Stadt Idstein nur einen kleinen Weinberg unterhält, dessen nicht zum Verkauf stehenden Wein sie nur zu besonderen Anlässen ausschenkt, findet jährlich ein Weinfest statt. Das nächste größere Weinanbaugebiet ist der Rheingau, der im selben Landkreis wie Idstein liegt. Von dort stammen die meisten Weine beim Weinfest.
Alle zwei Jahre findet im Frühjahr im Bereich der Burg und des Schlosses der Idsteiner Hexenmarkt statt, ein Schau-Markt mit mittelalterlichem Handwerk sowie Unterhaltungsrahmenprogramm, dessen Name sich wie viele andere Veranstaltungen und Angebote auf das Wahrzeichen der Stadt bezieht, den Hexenturm.
Auf dem Gelände des früheren Limeskastell Alteburg findet dreimal jährlich der überregional bekannte „Alteburger Markt“ statt.
Das Jugendzentrum in Idstein hat auch einen monatlichen Veranstaltungsplan mit Hip-Hop, Metal, DJ-Night, Punkrock und bietet in unregelmäßigen Abständen zum Beispiel Live-Konzerte von lokalen Bands.
Seit 2003 findet einmal im Jahr das Monkey Jump Festival statt, bei welchem eine Vielzahl an Bands in den unterschiedlichen Kneipen und Restaurants der Stadt auftreten.
Seit 2004 findet jährlich im Gerberhaus der Idsteiner Frauentag „Frauen in Balance“ unter Mitwirkung der Gleichstellungsbeauftragten der Stadt Idstein und der Gemeinde Hünstetten statt.

## Wirtschaft und Infrastruktur
Im Jahr 2010 wies die Stadt Idstein mit 120,1 Prozent (22.703 Euro pro Einwohner) einen überdurchschnittlichen Kaufkraftindex gegenüber dem Bundesdurchschnitt (100 Prozent) auf; 2016 lag Stadt hierin bei 118,1 Prozent (26.050 Euro pro Einwohner); im Jahr 2019 lag sie bei 116,9 Prozent (28.053 Euro pro Einwohner) und 2024 bei 122,1 Prozent (34.127 Euro pro Einwohner).

### Verkehr
Idstein liegt an der Deutschen Fachwerkstraße und der Deutschen Limesstraße.
Die Stadt hat eine Anschlussstelle an der Bundesautobahn 3 nördlich von Wiesbaden zwischen Niedernhausen und Bad Camberg und einen Bahnhof mit Direktverbindungen nach Limburg an der Lahn und Frankfurt am Main bzw. Wiesbaden

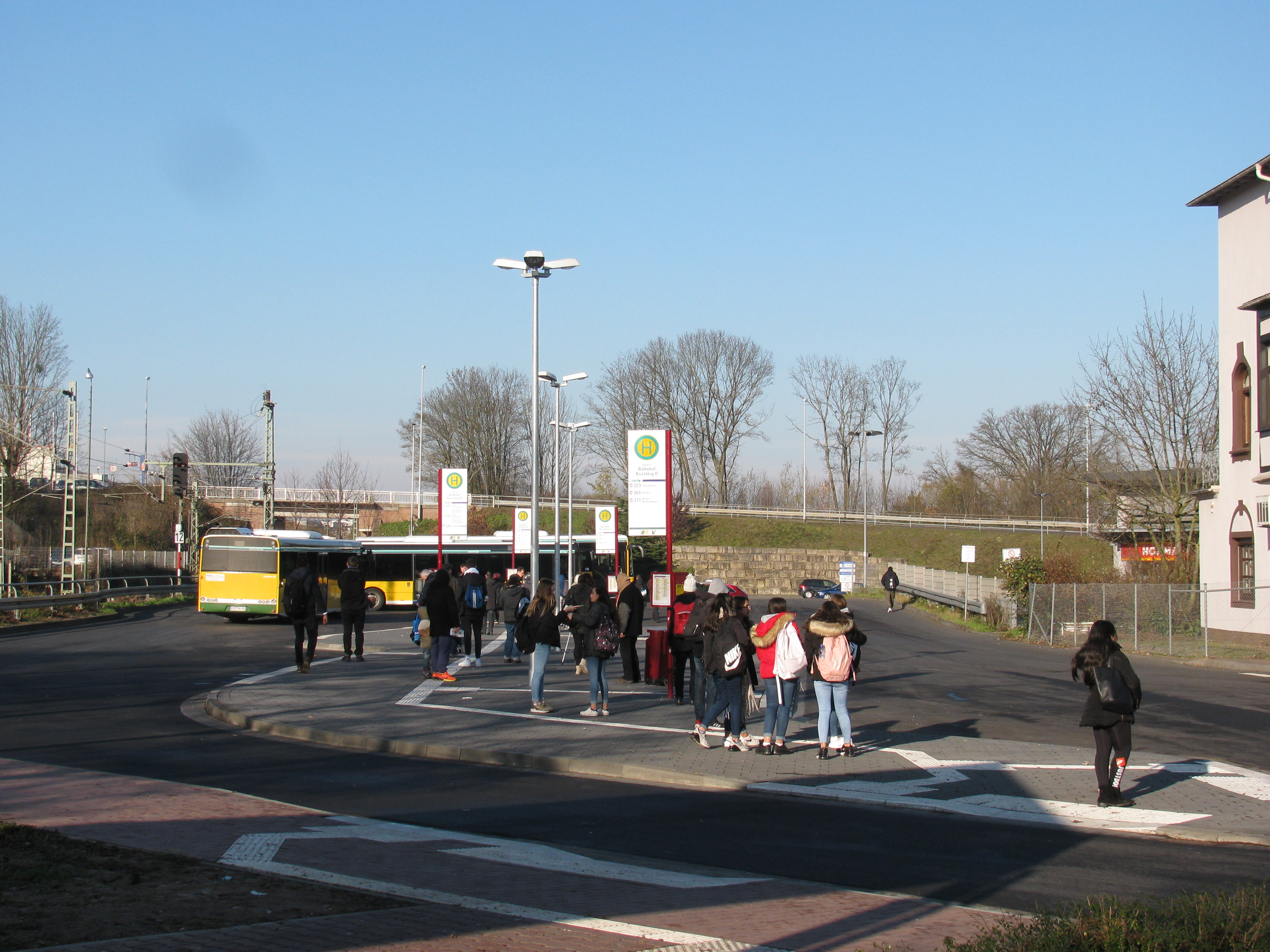
Bahnhofsvorplatz Idstein

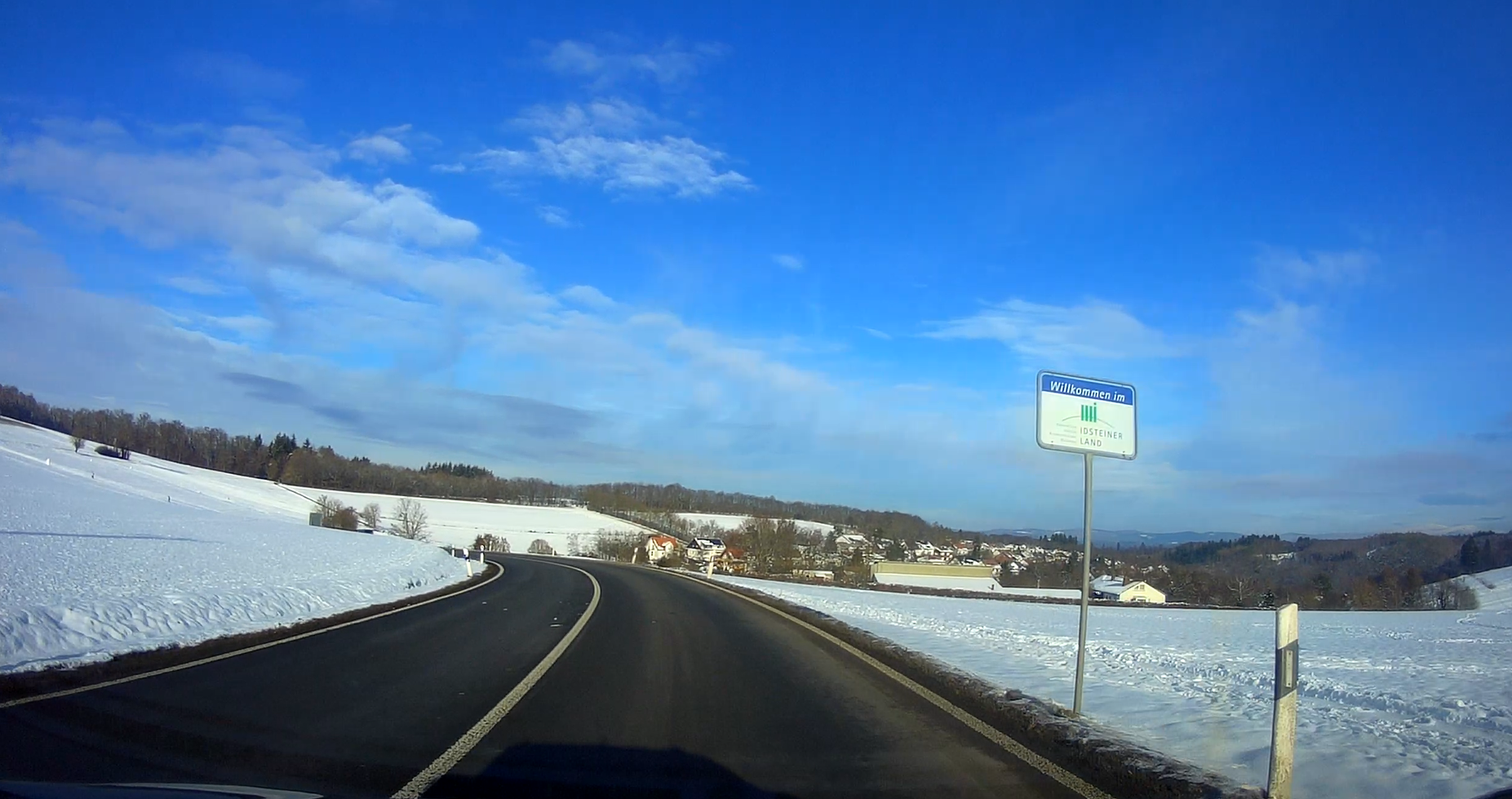
Blick über Idstein-Eschenhahn, bei der Fahrt auf der Bundesstraße 275

Seit dem Bau einer Stadtumfahrung führt die B 275 in großem Bogen um das Stadtgebiet herum. Dies ermöglichte eine weitgehende Verkehrsberuhigung der historischen Altstadt. Dennoch ist das Verkehrsaufkommen in der Innenstadt immer noch hoch.
Anstelle von Kreuzungen verbessern innerstädtische Kreisel den Verkehrsfluss teilweise deutlich. Die seit 1981 geplante, 2006 im ersten Bauabschnitt fertiggestellte Südtangente bringt weitere Entlastung. Sie erschließt zwei Neubaugebiete. Seit Ende November 2008 ist der zweite Teil fertiggestellt, der die Innenstadt von Verkehr zwischen Niedernhausen, dem Autobahnanschluss und Taunusstein entlastet. Von den fast zehn Millionen Euro Baukosten wurden etwa 60 Prozent durch das Land Hessen getragen. Die übrigen Kosten wurden von der Stadt Idstein und dem Rheingau-Taunus-Kreis getragen. Zusätzlich wurde dabei auch ein Rückhaltebecken gebaut, welches die Stadt vor Hochwasser schützen soll.

#### Eisenbahn
Im Idsteiner Stadtgebiet befinden sich die Bahnhöfe Idstein (Taunus) (⊙) und Wörsdorf (⊙) der Main-Lahn-Bahn. Das betreffende Streckenstück wurde am 15. Oktober 1877 durch die Hessische Ludwigsbahn in Betrieb genommen. Bis in die Abendstunden verkehren auf der Strecke Frankfurt/Wiesbaden–Niedernhausen–Limburg stündlich Züge.
In Niedernhausen besteht zudem Umsteigemöglichkeit zur S-Bahn-Linie S2 in Richtung Dietzenbach über den Frankfurter und Offenbacher S-Bahn-Tunnel sowie nach Wiesbaden über die Ländchesbahn (zeitweise auch Direktzüge der HLB). Eine Verlängerung der S-Bahn bis Idstein mit Haltepunkt Niederseelbach ist immer wieder im Gespräch, wurde bisher aber nicht umgesetzt. Diese wird auch von den Parteien unterschiedlich bewertet und teilweise abgelehnt.

#### Busse
Der Idsteiner Stadtbus (de Idstaaner) bedient zwei Linien:
- 221 Bahnhof–Eisenbach–Taubenberg–Gänsberg–ZOB Schulgasse–Bahnhof (ex 401)
- 222 Bahnhof–ZOB Schulgasse–Gänsberg–Taubenberg–Eisenbach–Bahnhof (ex 402)

Eine weitere Linie, welche die Turnhalle im alten Hallenbad, das Taunusviertel sowie das Tournesol-Bad erschließen soll, befindet sich seit längerem in Planung und wird voraussichtlich zum Fahrplanwechsel im Dezember 2016 umgesetzt. Im Zuge dieser Umstrukturierung soll die Regionalbuslinie 271 nach Wiesbaden mit Gelenkbussen über die B 275, statt über Wörtzgarten, geleitet werden. Der fehlende Anschluss an das Industriegebiet, soll mit der neuen Route der Stadtbusse sichergestellt werden.
Der Stadtbus wird von der Nassauischen Verkehrs-GmbH (NVG) betrieben. Eingesetzt werden überwiegend Kleinbusse vom Typ „Sprinter City 65“.
Zusätzlich verkehren in Idstein zahlreiche Regionalbuslinien, die gleichzeitig im Stadtgebiet wichtige Gebiete erschließen, die vom Stadtbus nicht angefahren werden.
- 220 Idstein–Niedernhausen–Oberjosbach (vormals 5460) (nur zu Schulzeiten)
- 223 Idstein–Heftrich–Glashütten–Königstein im Taunus (ex 403)
- 224 Bermbach–Idstein–Ehrenbach–Görsroth–Idstein-Bermbach
- 225 Bahnhof–ZOB–Hünstetten–Hahn–(Wiesbaden)
- 226 Bahnhof–ZOB–Wörsdorf–Wallrabenstein–Ketternschwalbach (vormals 103)
- 228 Idstein–Lenzhahn
- 230 Bahnhof (/ ZOB)–Nassauviertel–Wörsdorf–Walsdorf–Bad Camberg (vormals 5465)
- 233 Idstein/Bad Camberg–Esch–Wüstems
- 234 Idstein/Esch–Heftrich–Kröftel
- 265 Idstein–Eltville
- 271 ZOB–Bahnhof–Am Wörtzgarten–Neuhof–Platte–Wiesbaden Hbf (vormals 5461)

Durch eine Änderung des Linienwegs der Linie 230 bedient diese nun gemeinsam mit der Linie 225 die Strecke Bahnhof-Hochschule-Zissenbach P+R im 30-Minuten-Takt.
Seit dem Fahrplanwechsel im Juli 2007 werden viele Fahrten, insbesondere an Wochenenden oder in den Abendstunden von Rufbussen bedient.
Der Busverkehr im Idsteiner Land wird ebenfalls von der NVG bedient. Die NVG setzt auf den Linien allerdings mehrere Subunternehmer wie Wassum Reisen (Waldems), Paul-Reisen oder Wahl-Reisen (beide aus Hünstetten) ein.

#### Radwanderwege
Durch das Stadtgebiet von Idstein führen mehrere Radwanderwege.
- Der Deutsche Limes-Radweg folgt dem Obergermanisch-Raetischen Limes über 818 km von Bad Hönningen am Rhein nach Regensburg an der Donau.
- Der Hessische Radfernweg R6 steht unter dem Motto Vom Waldecker Land ins Rheintal. Der Radfernweg beginnt in Diemelstadt im Norden Hessens und verläuft bis nach Lampertheim im Süden. Die Gesamtlänge beträgt ungefähr 380 Kilometer.
- Der Hessische Radfernweg R8 steht unter dem Motto Westerwald-Taunus-Bergstraße mit einer Länge von ca. 310 km. Er beginnt in Frankenberg (Eder) und führt dann durch das Gladenbacher Bergland, den Westerwald, den Taunus, Frankfurt am Main, den Odenwald und endet an der Bergstraße hinter Heppenheim.

### Unternehmen
Etwa 200 kleinere und mittlere vor allem Handwerks- und Einzelhandelsunternehmen prägen das gewerbliche Idstein; 80 % haben weniger als zehn Beschäftigte.
Zu den größeren Unternehmen gehören unter anderem Motorola, Jack Wolfskin, ElringKlinger, GLYN, die Stanley Black & Decker Deutschland GmbH, Acushnet Company (Marke Titleist) und Dietmar Bücher Schlüsselfertiges Bauen.
Größter Arbeitgeber und maßgeblicher Wirtschaftsfaktor ist auch der Landeswohlfahrtsverband Hessen mit dem SPZ Kalmenhof, einer Einrichtung der Behinderten- und Jugendhilfe.
Der lokale Einzelhandel steht aufgrund der verkehrsgünstigen Lage an der Bahnstrecke Frankfurt/Wiesbaden–Limburg und der Autobahn 3 im Wettbewerb mit den Einkaufszentren in Limburg an der Lahn und Wiesbaden bzw. generell mit dem Rhein-Main-Ballungsgebiet.

### Größere Bauprojekte
Im Zuge des Hessentages 2002 wurden mehrere größere (Um-)Bauprojekte durchgeführt. Nach dem Bau der Tiergartenspange, die die Innenstadt mit der Escher Straße und dem Wohngebiet am Gänsberg verbindet, konnte ein weiterer Teil der Altstadt verkehrsberuhigt werden. Im November 2008 wurde die Südumfahrung für den öffentlichen Straßenverkehr freigegeben.
Neben der Innenstadt gibt es derzeit zwei weitere Entwicklungs- bzw. Neubaugebiete:
- Nassau-Viertel (Mischgebiet im Nordwesten der Stadt entlang der B 275)
- Taunusviertel (im Südosten der Stadt)

### Größere Einzelprojekte seit dem Hessentag
- Neubau der Grundschule Auf der Au und der Erich-Kästner-Schule (Fertigstellung: 2005)
- Neubau Polizeistation (Innenstadt, Fertigstellung: 2006) im Zusammenhang mit Umbau Amtsgericht (noch im Umbau)
- Umbau des ehemaligen Geldmacher-Geländes (schräg gegenüber der Kappus-Anlage): Fast-Food-Restaurant (Burger King, unweit des länger bestehenden McDonald’s), Autoteilehandel und Discountmarkt (Fertigstellung: Juni/August 2007)
- Neubau Campus Europa Hochschule Fresenius (Innenstadt)
- Neubau Schwimmbad (Tournesol-Freizeit- und Wellnessanlage im Nassau-Viertel, erster Spatenstich 15. Februar 2008, Fertigstellung: 2009)
- Neubau Gesundheitszentrum/Krankenhaus (Südumfahrung, Fertigstellung: 2007/2008, Einzugstermin nach Umbauten: Mitte 2008)
- Kappus-Anlage (am Bahnhof Kreisel): Ärztezentrum und Discountmarkt (Fertigstellung: 2008)
- Auffahrt von der B 275 auf die A 3 Richtung Frankfurt (Fertigstellung: April 2008)

### Öffentliche Einrichtungen
- Evangelische Kirchengemeinde Idstein
- Evangelische Kirchengemeinde Idstein-Heftrich
- Katholische Pfarrei St. Martin
- Deutsches Rotes Kreuz
- Freiwillige Feuerwehr Idstein
- Jugendzentrum

### Staatliche Einrichtungen
- Amtsgericht Idstein
- Technisches Hilfswerk

### Bildung

#### Schulen
- Alteburgschule Heftrich (Grundschule)
- Erich Kästner-Schule (Schule für Lernhilfe)
- Feldbergschule (Förderschule mit Schwerpunkt „emotionale und soziale Entwicklung“ sowie psychisch kranke Schüler)
- Wörsbachschule / vormals Franz-Kade-Schule (Grundschule Wörsdorf)
- Grundschule Auf der Au
- Limesschule (kooperative Gesamtschule mit gymnasialer Oberstufe)
- Max-Kirmsse-Schule (Förderschule für praktisch Bildbare)
- Montessori-Schule Idstein (Grundschule und Integrierte Gesamtschule im Aufbau)
- Taubenbergschule (Grundschule)
- Pestalozzischule Idstein (Gymnasium)
- Volkshochschule Rheingau-Taunus
- Vitos Kalmenhof (Einrichtung des Landeswohlfahrtsverbandes Hessen)

#### Hochschule
In Idstein besteht die private Hochschule Fresenius. Sie hat seit 1995 ihren Sitz in dem Gebäude der ehemaligen Idsteiner Bauschule. Die Stadt Idstein darf sich seit 2016 daher Hochschulstadt Idstein nennen.

### Krankenhaus
Im Jahr 2008 bezog das Krankenhaus ein neues, 22 Millionen Euro teures 90-Betten-Haus auf einem 18.000 Quadratmeter-Grundstück an der Robert-Koch-Straße. Das Land Hessen förderte den Neubau mit 17,2 Millionen Euro (frühere 3 Millionen kamen vom Rheingau-Taunus-Kreis, der auf einen Teil des Kaufpreises für die ehemaligen Kreiskrankenhäuser Idstein und Bad Schwalbach verzichtet hatte).

## Kultur und Sport

### Sportstätten
Ein Allwetterbad entstand, zum Teil in Fertigbauweise, bis Mitte 2010 im Nassau-Viertel für 19 Millionen Euro. Die Stadt bezuschusste das über zweieinhalb Millionen Euro teure Grundstück an der Bundesstraße 275 und gibt jährlich 500.000 Euro zu den Betriebskosten. Das von der Idsteiner Sport- und Freizeitanlagen GmbH errichtete und betriebene Bad weist eine Kuppel auf, die sich bei gutem Wetter öffnen lässt, und umfasst neben Schwimmbecken ein Fitnessstudio, einen Saunabereich mit vier Saunen, auch Infrarotsauna, zwei Dampfbäder, ein Laconium, einen Saunagarten, einen Whirlpool, einen Naturbadeteich und mehrere Ruhebereiche. Zwischen Spiel- und Freizeitbecken und Whirlpool befindet sich eine Bar, welche aus dem Wasser heraus zu erreichen ist. Weiterhin ist ein Restaurant angegliedert. Das ursprünglich geplante Biomassekraftwerk wurde nicht realisiert.
Das alte im Himmelsbornweg am Wolfsbach gelegene städtische Hallen-Schwimmbad bestand bis April 2010 und wies einen Kleinkind- bzw. Baby-Badebereich, ein Sportbecken mit 25-Meter-Bahnen und Drei- und Einmeter-Sprungbrett, ein Spiel- und Freizeitbecken mit Außenbereich sowie einen Whirlpool auf. Das Gebäude wurde mittlerweile zu einer Sporthalle umgebaut. Ein ebenfalls auf dem Gelände befindliches Freibad wurde bereits in den 1990er Jahren geschlossen und das Becken verfüllt, nachdem ein erheblicher Sanierungsbedarf festgestellt worden war, für den die Stadt nicht die erforderlichen finanziellen Mittel aufbringen wollte.

### Inklusion
Im Jahr 2021 bewarb sich die Stadt gemeinsam mit Hünstetten, Waldems und Niedernhausen als Host Town für die Gestaltung eines viertägigen Programms für eine internationale Delegation der Special Olympics World Summer Games 2023 in Berlin. 2022 wurde sie als Gastgeberin für Special Olympics Jemen ausgewählt. Damit wurde sie Teil des größten kommunalen Inklusionsprojekts in der Geschichte der Bundesrepublik mit mehr als 200 Host Towns.

## Persönlichkeiten

### In Idstein geboren
- Ferdinand Abt (1877–1962), Bildhauer
- Johann Andreas Benignus Bergsträsser (1732–1812), Lehrer und Entomologe
- Paul Böss (1890–1969), Bauingenieur
- Carl Deninger (1800–1859), Unternehmer und Landtagsabgeordneter
- Karl Dombois (1801–1864), Landoberschultheiß und Landtagsabgeordneter
- Rudolf Eibach (1841–1923), evangelischer Theologe und Konsistorialrat
- Carl Jakob Frankenbach (1861–1937), nassauischer Maler und Illustrator
- Adolf Ludwig von und zu Gilsa (1838–1910), Offizier, Kammerherr und Intendant des Theaters in Kassel (Kurfürstliches Opernhaus)
- Heinrich Ludwig Germanicus Gourdé (1806–1864), Walzwerkbesitzer und Landtagsabgeordneter
- Henriette Maria Luise von Hayn (1724–1782), deutsche Kirchenlieddichterin der Herrnhuter Brüdergemeine
- Christoph Heinrich (* 1960), Kunsthistoriker, Museumsdirektor
- Karl Hill (1831–1893), Opernsänger
- Max Hopp (* 1996), Dartspieler
- Anni Jacob (1904–1972), promovierte Chemikerin, Mitarbeiterin des Nobelpreisträgers Alexander Robertus Todd[52]
- Gustav Justi (1810–1879), deutscher Likörfabrikant und Landtagsabgeordneter
- Heinrich Kappus III. (1849–1926), Bauunternehmer in Idstein[53][54]
- Wilhelm Kappus (1883–1966), Bauunternehmer in Idstein[55]
- Albert Kaus (1891–1965), Zimmermann, übergab, gemeinsam mit Paul Cohaus die Stadt Idstein 1945 kampflos an amerikanische Truppen[56]
- Christian Klein (1798–1868), Bürgermeister und Landtagsabgeordneter
- Wilhelm August Kobbé (1802–1881), Diplomat
- Karl Köllner (1790–1853), pietistischer Pädagoge
- Gerhard Krum (* 1947), Politiker
- Carl Wilhelm Langsdorff (1802–1855), Landrat in Wiesbaden
- Wilhelm Leichtfuß (1850–1929), Stadtrechner, Bürgermeister und Landtagsabgeordneter
- Marx Löwenstein (1824–1889), deutsch-amerikanischer Multimillionär
- Klaus-Peter Sattler (* 1941), Komponist
- Karl Adolph Gottlob Schellenberg (1764–1835), Begründer der Simultanschule im Herzogtum Nassau und erster Pfarrer in Wiesbaden
- Lina Schmidt-Michel (1872–1944), Malerin
- Walther Schultze (1893–1970), Dermatologe
- Wilhelm Snell (1789–1851), Professor der Jurisprudenz und Politiker in der Schweiz
- Johann Gotthilf Stritter (1740–1801), Historiker
- Friedrich August Wilhelm Wenck (1741–1810), Historiker
- Helfrich Bernhard Wenck (1739–1803), Pädagoge, Historiker, Rektor und Konsistorialrat

### Mit Idstein verbunden

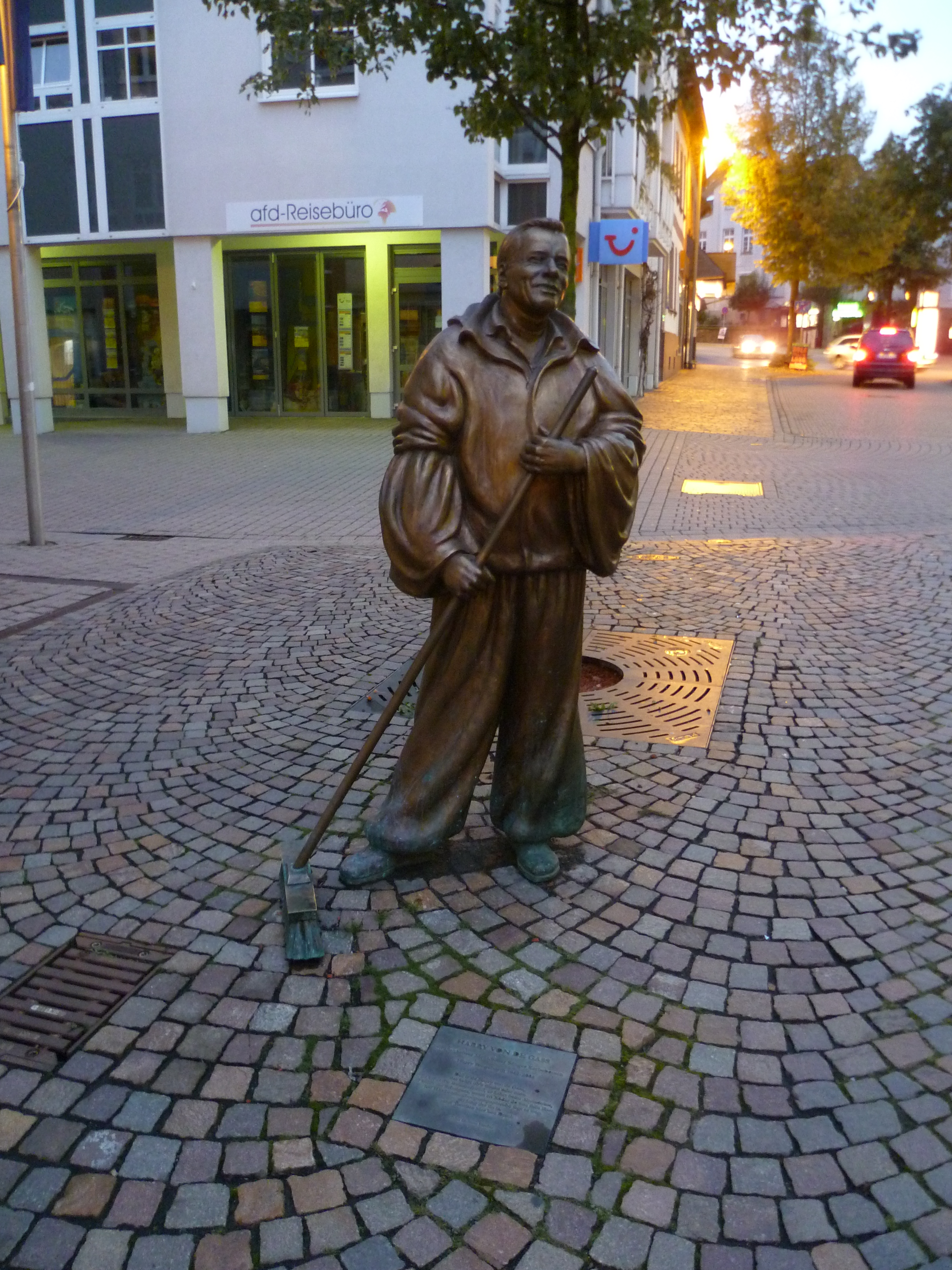
Denkmal für Harry von de Gass

- Gerhard Achenbach (* 1936), Chefarzt des Kreiskrankenhauses Idstein
- Dietmar Bücher (1944–2021), Bauunternehmer in Idstein, Begründer der Firma Dietmar Bücher Schlüsselfertiges Bauen[57]
- Rudolf Baumbach (1807–1885), Baumeister und Direktor der Baugewerkschule Idstein
- Paul Cohaus (1896–1978), Arzt und Chefarzt des Idsteiner Krankenhauses, übergab gemeinsam mit Albert Kaus die Stadt Idstein 1945 kampflos an amerikanische Truppen[56]
- Johann Baptist Friedrich Anton von Franqué (1796–1865), Arzt und Wissenschaftler
- Loni Franz (1905–1987), Heimleiterin und Jugendpflegerin am Kalmenhof
- Karl Christian Frickhöffer (1791–1845), deutscher Pädagoge und Konrektor am Lehrerseminar, nach ihm wurde die Frickhöfferstraße benannt
- Friedrich Traugott Friedemann (1793–1853), Direktor des nassauischen Zentralarchivs in Idstein und Landtagsabgeordneter
- Wilhelm Nils Fresenius (1913–2004), Chemiker und Geschäftsführer; nach ihm ist die Fachhochschule Fresenius in Idstein benannt
- Horst-Jürgen Fuhlrott (1932–2020), Optiker und Landtagsabgeordneter
- Gottlieb Anton Gruner (1778–1844), Pädagoge und Leiter des Lehrerseminars in Idstein, nach ihm ist die Grunerstraße benannt.
- Heinrich Herbert (1872–1956), Bauingenieur und Direktor der Baugewerkschule Idstein
- Franz Kade (1893–1987), NS-Pädagoge und Hochschuldozent, Gauredner und Autor. Begründer der Franz-Kade Schule in Idstein
- Max Kirmsse (1877–1946), Heilpädagoge, Stadtverordneter und Lehrer am Kalmenhof
- Fritz Klein (Friedrich Klein; 1863–1940), Arzt und Chefarzt des städtischen Krankenhauses, Vorsitzender der Ärztekammer Nassau, Stadtverordneter
- Friedrich Jakob Koch (1769–1829), evangelischer Geistlicher
- Kai Klose (* 1973), hessischer Landtagsabgeordneter
- Karl Körner (1832–1914), Landwirt, Beamter und Politiker
- Karlhans Krohn (1908–2003), Sportlehrer; Erfinder des Spiels Indiaca, verbrachte seine letzten Lebensjahre hier
- Johann Christian Lange (1669–1756), Generalsuperintendent, Prediger und Scholarch in Idstein
- Wolf Meyer-Erlach (1891–1982), Theologe, Hochschullehrer, Universitätsrektor; 1951–1963 Pfarrverwalter in Idstein-Wörsdorf
- Julius Muthig (1908–1989), KZ-Arzt, praktizierte nach 1945 als Arzt in Idstein
- Mathilde Muthig (1909–1996, meist Mathilde Weber genannt), NS-Ärztin am Kalmenhof, lebte viele Jahre in Idstein
- Gabrielle Scharnitzky (* 1956), deutsche Schauspielerin
- Theodor Schliephake (1808–1871), Philosoph, Geschichtsschreiber und Hochschullehrer, war Direktor der Nassauischen Staatsarchive in Idstein
- Ernst-Adolf Schmorl (1906–1964), NS-Arzt, später Landesobermedizinalrat am Kalmenhof
- Werner Schuster (1939–2001), Arzt, Medizin-Informatiker und Politiker
- Johann Jacob Schwenk (1859–1922), Heilpädagoge, Gründungsdirektor des Kalmenhofs, Stadtverordneter
- Harry Seegebarth, „Harry von de Gass“ (1942–2005), Idsteiner Original
- Franz-Josef Sehr (* 1951), Feuerwehrmann und Feuerwehrfunktionär, war viele Jahre vor Ort beim Unternehmen Black & Decker tätig
- Sebastian Stoskopff (1597–1657), elsässischer Maler, lebte und starb in Idstein
- Ernst Toepfer (1877–1955), Maler
- Marius Weiß (* 1975), hessischer Landtagsabgeordneter
- Die Band Dirrrty Franz & die b-Side Boyz, welche Lieder über Idstein und auch Idsteiner Vereine im Repertoire hat.

### Ehrenbürger
- Christian Enders (1899–1984), Oberförster a. D., Ernennung zum Ehrenbürger 1979
- Erivan Haub (1932–2018), Eigentümer der Tengelmann-Gruppe, lebte einige Jahre in Idstein. Ernennung zum Ehrenbürger 2008
- Hermann Müller (1935–2013), ehemaliger Bürgermeister der Stadt Idstein
- Willy Schreier (1907–1988), ehemaliger Bürgermeister der Stadt Idstein